# Katyńi vérengzés

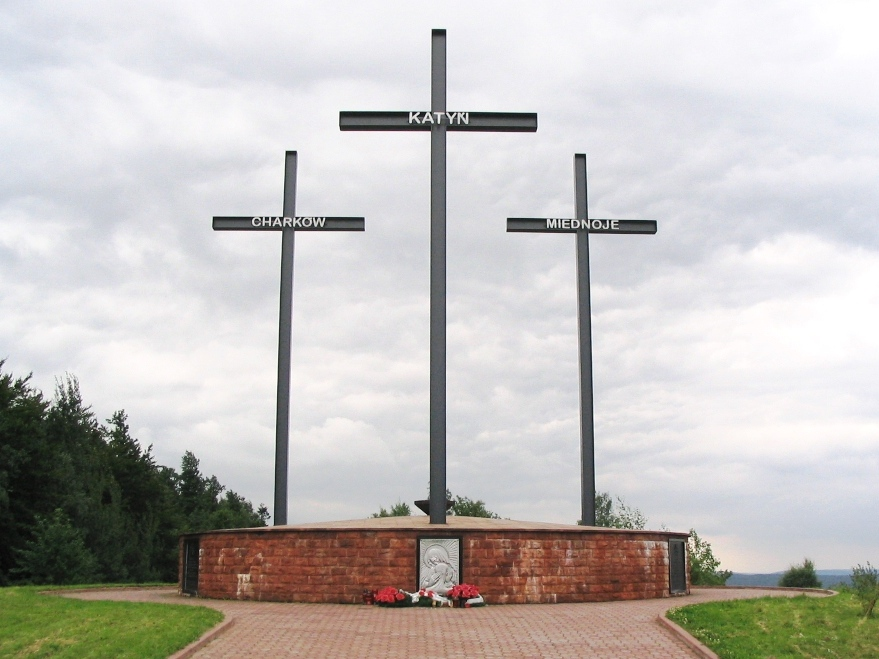
A meggyilkolt lengyel katonatisztek emlékműve

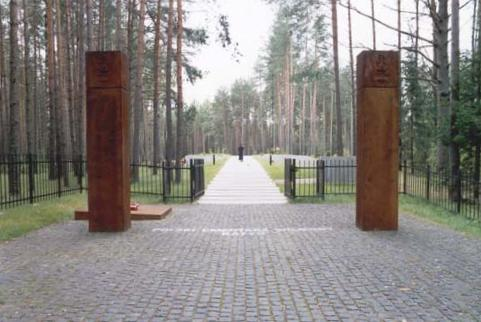
A meggyilkolt lengyel katonatisztek katyńi temetőjének főbejárata

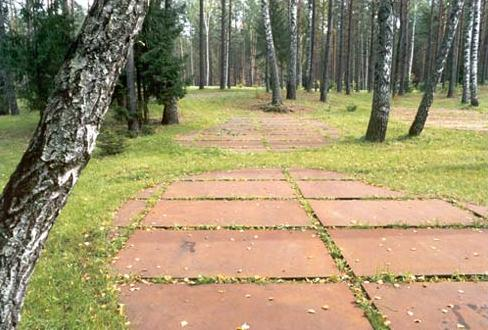
Katyń – a tömegsírok helyét jelző lapok

A katyńi vérengzés néven ismert tömeggyilkosságot az ÖK(b)P Központi Bizottságának Politikai Bizottsága 1940. március 5-én hozott döntését végrehajtva követték el a Belügyi Népbiztosság (NKVD) egységei a Szovjetunió területén lévő hadifogolytáborokban raboskodó lengyel (részben tartalékos) tisztek és főtisztek ellen. Az áldozatok számát a különböző becslések 22 és 23 ezer fő közé teszik.
A gyilkosságok áldozatait a Szmolenszk melletti Katinyban, a Tver melletti Mednojében és a ma Harkiv elővárosát képező Pjatyihatka erdeiben tömegsírokban hantolták el. Mind a gyilkosságokat, mind pedig az áldozatok eltüntetését nagy titokban végezték, de a németek már 1943-ban felfedezték az első tömegsírokat a Harmadik Birodalom által megszállt területeken, Katiny erdeiben. (A több helyszínen végrehajtott tömeggyilkosság ezért kapta a nevét Katinyról.) Szintén ehhez az eseményhez kapcsolják annak a 7000 személynek a meggyilkolását, akiket a szovjetek Nyugat-Fehéroroszország és Nyugat-Ukrajna börtöneiben tartottak fogva hadifogolystátusz nélkül, jóllehet közel 1000 lengyel tiszt is volt köztük. A vérengzéseknek magyar áldozata is volt, Korompay Emánuel Aladár tartalékos százados, a Varsói Egyetem magyar lektora.
A lengyel parlament 2007-es döntése alapján április 13-a a katyńi bűntény áldozatainak emléknapja. (1943-ban ezen a napon tárták a németek a világ nyilvánossága elé a több nemzetközi tudós által is alátámasztott tényeket.)
A számszerű adatokat itt és később főként az Ośrodka KARTA – Indeks represjonowanych című kiadvány alapján közöljük, melyet 2002-ben adtak ki Stanisław Ciesielski, Wojciech Materski és Andrzej Paczkowski professzor szerkesztésében – e kiadvány adatai eltérnek a más kiadványokban megjelentektől.

## A népirtás-vita
A magyar Történeti Hivatal lengyel megfelelője, az ügyészségi hatáskörrel is rendelkező Nemzeti Emlékezet Intézete – Lengyel Nemzet Ellen Elkövetett Hitlerista és Szovjet Bűncselekményeket Kivizsgáló Főbizottság (Instytut Pamięci Narodowej – Główna Komisja Badania Zbrodni Hitlerowskich i Sowieckich Przeciwko Narodowi Polskiemu) megállapításai szerint tömeges jellegük, valamint osztály és nemzeti hovatartozáson alapuló ideológiai motivációjuk miatt ezek a gyilkosságok népirtásnak (emberiség elleni bűntettnek) minősülnek – ezt ugyanakkor Oroszország visszautasítja. Ennek az az oka, hogy a meggyilkolt áldozatok családtagjai kártérítést követelhetnének az orosz államtól, valamint népirtás esetén az elkövetőket nem lehet elévülés címén felmenteni.

## Háttér

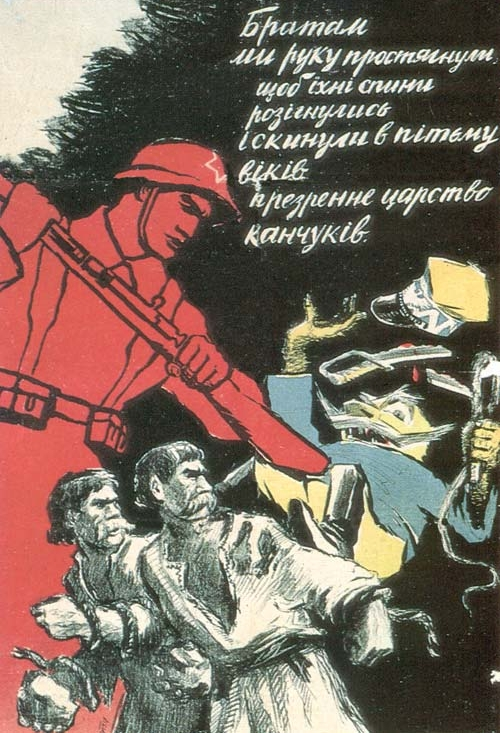
Ukrajnában terjesztett szovjet plakát: a Vörös Hadsereg katonája elbánik a lengyel hadsereg tisztjével

A tömeggyilkosságot a szovjetek azon lengyel (főként) tartalékos katonatisztek ellen követték el, akik a második világháború kirobbanásakor, 1939 szeptemberében a Lengyel Köztársaság keleti területein védték hazájukat az országba hadüzenet nélkül betörő szovjet agresszor ellen. (Ezzel gyakorlatilag lefejezték a lengyel értelmiséget, hiszen tartalékos állományban jobbára a középosztálybeli férfiak szolgáltak.)
A korábban Hitler és Sztálin között Lengyelország, Finnország, Litvánia, Lettország és Észtország kárára megkötött Molotov–Ribbentrop-paktum rendelkezéseinek megfelelően, miközben a hitlerista Wehrmacht nyugatról nyomult be Lengyelországba, a Vörös Hadsereg alig néhány nappal később, 1939. szeptember 17-én keletről tört be az országba.
Mindkét irányból hadseregükkel egy időben a titkosrendőrség erői is benyomultak az országba – nyugatról a Gestapo, keletről a KGB elődje, az NKVD – és hozzáfogtak a „rendcsináláshoz”. Ez munkatáboroknak, hadifogolytáboroknak, gulágoknak, vagy éppen koncentrációs táboroknak nevezett, valójában haláltáborok egész sorának a felállítását jelentette. A Szovjetunió és Németország titkosrendőrsége egyaránt kiválogatta a táborokban az együttműködésre hajlandó, illetve a nehéz fizikai rabmunkára alkalmas személyeket, akiket elkülönítettek a többiektől. A szovjetek az együttműködést megtagadó vagy rabmunkára alkalmatlannak minősített lengyel tiszteket 1940. március 15-éig három különleges táborba vitték: Kozelszk, Osztaskov és Sztarobelszk területére. Összesen mintegy 15 ezer személyt, köztük két tábornokot szállítottak ide, mindezt a Genfi egyezmény pontjainak minimális figyelembevétele nélkül (amit a Szovjetunió nem írt alá).
Nagyon hosszú időn keresztül csak az utóbbi tények voltak ismertek, valamint az, hogy ez a több ezer katonatiszt egyszerre csak titokzatos módon elhallgatott, nem adott magáról semmiféle életjelt. Ugyanis a hozzátartozók többé nem kaptak tőlük (egyébként eddig is cenzúrázott) leveleket, tábori levelezőlapokat. Mivel sok esetben a tiszti feleségek, családok jól ismerték egymást, ez a tény nem sokáig maradt titokban, és egyre több lengyel ellenállási szerv kezdett nyomozni az ügyben, különösen 1943-tól igen intenzíven. A szovjet hatóságok azonban mindvégig elutasítottak mindennemű, a felelősségüket felvető feltevést.
A Szovjetunió 1941-es német megtámadása után a szovjetek a történteket a nácik által elkövetett bűncselekményként igyekeztek beállítani. A második világháborúban győztes szövetséges nyugati hatalmak is – politikai érdekből – kérték a lengyeleket a hallgatásra. A Nürnbergi perben az oroszok inkább nem hozták fel érvként, s csak a Szovjetunió felbomlása tette lehetővé a valós események megállapítását, a történtek dokumentálását és a meggyilkoltak kihantolását, azonosítását, majd újratemetését.

## Határozat a hadifoglyok meggyilkolásáról
1940. március 5-én a Szovjetunió belügyi népbiztosa, Lavrentyij Berija jegyzéket küldött Sztálinhoz, amely a 794/B (794/Б) sorszámot kapta. Ebben megállapították, hogy a Nyugat-Fehéroroszországban és Nyugat-Ukrajnában lévő lengyel hadifoglyok (14 736 személy, 97%-uk lengyel), valamint a börtönben raboskodók (18 632 személy, ebből 1207 katonatiszt, összesen 57%-uk lengyel): „a szovjet hatalom elkötelezett ellenségei és a megjavulás reményével nem kecsegtető személyek”, ezért az NKVD indokoltnak tartja:
- 14 700 hadifogoly és 11 000 rab agyonlövését (anélkül, hogy az elítélteket felszólítanák, bemutatnák nekik a vádakat, vagy bármilyen határozat születne a nyomozás lezárásáról és vádirat kiadásáról)
- az ügy elbírálásával megbízni a következő három személyt: Vszevolod Merkulov (feltehetően Sztálin kézzel írta be a nevet, miután kihúzta Berija nevét), Bogdan Kobulov, Leonyid Bastakov.

A jegyzék három jóváhagyó aláírást tartalmaz: Sztálin mellett Kliment Vorosilovét, Vjacseszlav Molotovét és Anasztasz Mikojanét, valamint a következő megjegyzéseket: Mihail Kalinyin – igen, Lazar Kaganovics – igen. A jegyzékkel összhangban, az SZKP Központi Bizottságának Politikai Bizottsága ugyanezen a napon kiadta P13/144 számú határozatát, amelynek szövege (számok közlése nélkül) teljes egészében megegyezik a Berija által megfogalmazottakkal.
Március 14-én az NKVD Gazdasági Főigazgatóságának vezetője, Kobulov szobájában tanácskozásra került sor, amelyen tízegynéhány személy vett részt. Jelen voltak az NKVD szmolenszki, kalinyini, és harkovi területei vezetői és helyetteseik, valamint az NKVD területi katonai parancsnokai. Március 22-én őket bízták meg a hadifoglyok meggyilkolásával. Ugyanaznap Berija kiadta a 00350-es számú parancsát az „USZSZK és a BSZSZK börtöneinek kiürítéséről”. Ezekben a börtönökben a rabok túlnyomó többsége lengyel katonatiszt, illetve rendőr volt. Április 1-jén Moszkvából megérkeztek az első névsorok: az Osztaskovban lévő táborra vonatkozó utasítások, összesen 343 személy nevével. Ez volt a „börtön- és táborkiürítési akció” kezdete.

## A döntés indokai
A döntés motivációja jelenleg is logikai konstrukciók tárgyát képezi, mivel erről nem állnak rendelkezésre nyilvános feljegyzések.
Egyes feltevések szerint Sztálin személyes bosszújáról van szó az 1920-as háborúban elszenvedett veresége miatt, ezt azonban sokan erősen kétségbe vonják. A leggyakrabban hangoztatott vélemények szerint a cél az volt, hogy megfosszák a lengyel nemzetet vezető erejétől, az értelmiségi elittől, amelynek képviselői voltak a meggyilkolt katonatisztek, többnyire tartalékosok.
Más vélemények szerint az indítóok az a szándék lehetett, hogy teljesen „megtisztítsák” a hátországot a Németország ellen tervezett támadó háború előtt. A terhelő dokumentumok megőrzése Sztálin tudatos politikájával magyarázható, amely a kölcsönös fedezésre és kollektív felelősség elvére alapult. Utóbbi nézetet képviseli többek között az ismert publicista és kiváló russzista tudós, Jerzy Pomianowski professzor.

## A tömeggyilkosságok végrehajtása
A fentebb említett szállítási listák (néhány olyan kivétellel, amelyek egy másik táborba, Juhnovba való átszállításról rendelkeztek) mind halálos ítéleteket jelentettek. Ezek alapján jöttek létre azok a konvojok, amelyek többféle módon: gyalog, marhavagonokban vagy teherautókon vitték el az áldozatokat a gyilkosságok színhelyeire. Öt ilyen hely volt, de az utolsó kettő azonosítása még mindig vitatott a rendelkezésre álló teljes adatsor hiányában, mert az áldozatcsoportok meggyilkolásának több helyszínét jelölik meg.

### Katyń
Az öt helyszín közül az egyik Katiny, egy Szmolenszk melletti település, ahol az NKVD egyik üdülője is állt. Itt 4410 a kozelszki táborból ideszállított hadifoglyot gyilkoltak meg. Az elítéltek egy részét valószínűleg már Szmolenszkben, az NKVD helyi székházában, a Dzerzsinszkij utca 13. szám alatt megölték. A konvojokat 50 és 344 fő közötti csoportokban szervezték április 3. és május 12. között. Az utolsó napon két konvojt szerveztek összesen 205 személy részére. A meggyilkoltakat nyolc tömegsírban helyezték el. Az áldozatok között volt Xawery Czernicki ellentengernagy, valamint Bronisław Bohatyrewicz (a KARTA központ szerint Bohaterewicz), Henryk Minkiewicz és Mieczysław Smorawiński tábornok, valamint az egyetlen nő, Janina Lewandowska alhadnagy.
A konvojok vasúton, körülbelül egy nap leforgása alatt, Szmolenszken át Gnyezdovo állomásig vitték az áldozatokat (prof. dr. Stanisław Swianiewicz a teljes szállítási útvonal szemtanúja volt 1940. június 29–30-án). A vasútállomásról autóbusszal vitték a gyilkosság helyszínére az áldozatokat, ahol a fiatalabb, erősebb tiszteknek a fejükre húzták katonai kabátjukat, kezüket pedig szovjet gyártmányú, egyenlő hosszúságra darabolt kötelekkel kötötték hátra. Valamennyiüket közvetlen közelről, tarkólövéssel, 7,65 mm-es kaliberű Walther PP típusú pisztollyal lőtték le. Egyes áldozatokat jellegzetes, négyszögletes szovjet szuronnyal is átdöftek.
A gyilkosság és az elhantolás helyszínén megtalálták a felhasznált töltényeket és hüvelyüket. Az azonban, hogy a gyilkosságokat a helyszínen hajtották végre, nem teljesen bizonyított, mert egyes források szerint az áldozatok egy részét Szmolenszkben, vagy Harkovban és Kalininyben gyilkolták meg. Erre mutat az a tény is, hogy az egyik tömegsírban a testek másképpen helyezkednek el, mint a többiben: jobban el vannak rendezve, és arccal lefelé fekszenek.
Kirill Jevsztafjevics Borogyenkov börtönőrnek az 1980–90-es évek fordulóján felvett vallomása alapján kijelenthető, hogy a gyilkosságok tényleges végrehajtói többek között a szmolenszki NKVD börtön felügyelői voltak: N. A. Gvozdovszkij, I. I. Sztelmah, I. M. Szilcsenkov és I. I. Gribov.

### Harkov

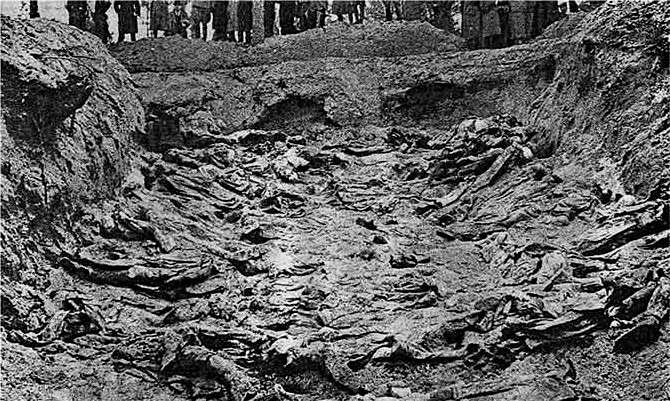
Katyń – 1943. október 13-i felvétel

Harkovban a Dzerzsinszkij tér 3. szám alatt állt az NKVD körzeti székhelye. Itt 3739 hadifoglyot gyilkoltak meg a sztarobelszki táborból. A gyilkosok a konvojokat a táborból április 5-e és május 12-e között indították. Két konvojt (az április 25-ikit és a május 12-ikit) összesen 78 fővel átirányítottak a juhnovi táborba. A meggyilkoltak – köztük Leon Billewicz, Stanisław Haller, Aleksander Kowalewski, Kazimierz Orlik-Łukoski, Konstanty Plisowski, Franciszek Sikorski, Leonard Skierski, Piotr Skuratowicz és Alojzy Wir-Konas tábornok – holttestét Harkov melletti tömegsírokban földelték el, 1,5 kilométerre a Pjatyihatka nevű tanyától (a mai parkerdő 6. részében).

### Kalinyin
Kalinyin (régi és mai nevén Tver), Szovetszkaja út 4. – szintén az NKVD egyik körzeti székhelye. Itt 6314 hadifoglyot gyilkoltak meg az osztaskovi táborból. A konvojokat a táborból április 4. és május 16. között indították. Három konvojt (az április 29-ikit, a május 13-ikit és a május 16-ikit) összesen 112 személlyel a juhnovi táborba irányítottak. A gyilkosságok áldozatait a Kalinyin melletti Mednoje faluban, mintegy 20 tömegsírban földelték el.
A hadifogoly-konvojokat gyalog kísérték el a Szeliger tó jegén át Tupik (ma Szplavucsasztok) faluig, majd a Szoroga vasútállomásig és onnan tovább vagonokkal a Pena és Lihoszlavl helységeken át Kalinyinig (Tverig) jutottak el, egyenesen az NKVD épületébe (jelenleg a Tveri Állami Orvostudományi Akadémia). A pincehelyiségben minden egyes hadifoglyot azonosítottak, majd onnan egyenként, megbilincselve egy olyan helyiségbe vezettek mindenkit, melynek ajtaját leszigetelték. Harkovhoz hasonlóan itt is Walther gyártmányú pisztollyal gyilkolták meg őket. Első alkalommal, amikor 390 halálraítélt érkezett, ennyi ember meggyilkolása nehézségekbe ütközött, ezért a következő szakaszokban már csak 250 főig terjedtek a szállítmányok.
A meggyilkoltak holttesteit kihordták a kint várakozó teherautókhoz és elszállították a 32 kilométerre a Tverca folyó partján, Jamok falu közelében fekvő Mednoje községbe. Ott a kalinyini NKVD üdülőtelepének területén, az erdő szélén egy Moszkvából hozatott markológép által 4–6 méter mélységig kiásott, 250 áldozat elrejtésére alkalmas gödörbe dobták a halottakat, majd a markológép azonnal elhantolta őket. Ezt követően a következő napi áldozatok számára új gödröt ásott.
Dmitrij Sztyepanovics Tokarev kalinyini NKVD-parancsnoknak az 1980–90-es években felvett vallomásai szerint a gyilkosságok végrehajtására „fentről” küldtek egy csoportot, amelynek tagjai között volt többek között Szinyegubov őrnagy, Krivenko kombrig (dandárparancsnok röv. 1935–1941 között használatban lévő, az ezredes és a hadosztály pk. közötti rendfokozat) és Blohin állambiztonsági őrnagy. Más adatok szerint Blohin nem sokkal e gyilkosságsorozat előtt Iszaak Babel, Vszevolod Meyerhold és Mihail Kolcov hóhéra volt.

### Kijev
Kijev, Korolenko utca 33. Itt 3435 (más adatok szerint 4181) nyugat-ukrajnai rabot gyilkoltak meg.

### Minszk
Minszk, Lenyina utca 17. Itt 3870 (más adatok szerint 4465) nyugat-fehéroroszországi rabot gyilkoltak meg.

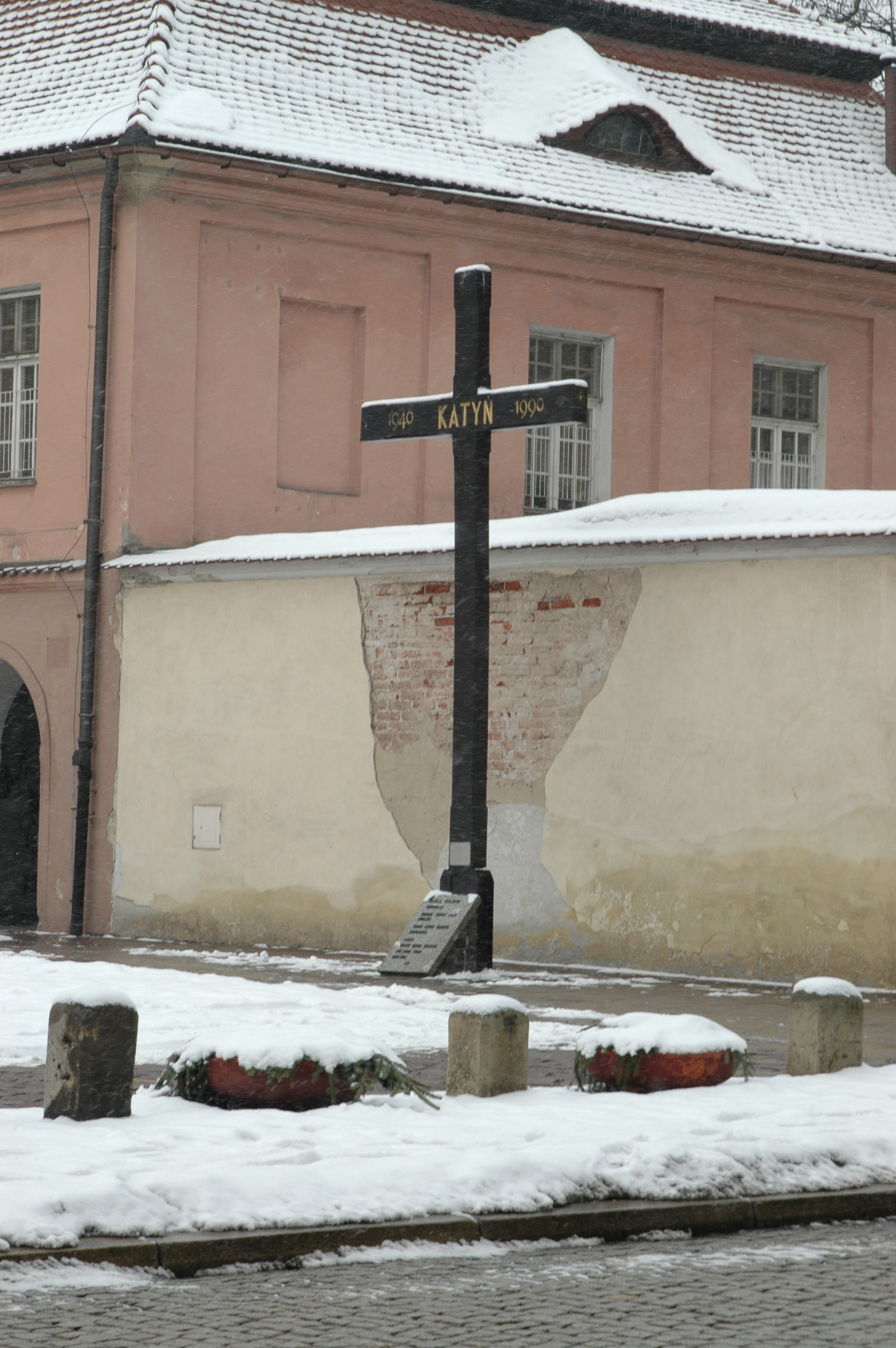
A Katyńban meggyilkolt katonatisztek emlékére emelt kereszt Krakkóban

Mindössze 395 (a korábban leggyakrabban közölt szám 448) hadifogoly menekült meg a haláltól. Őket három különleges táborból szállították át a juhnovi, majd a grjazoveci táborba.

## A tömeggyilkosság elhallgatásának első szakasza

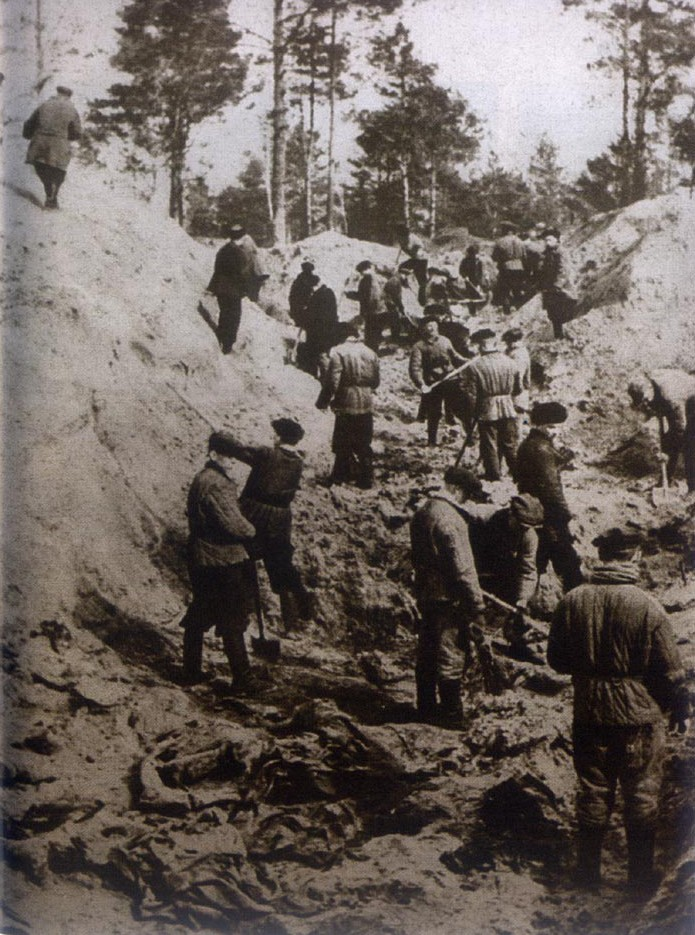
Tömegsír exhumálása, 1943

Az államtitok körébe sorolt tömeggyilkosságok elkövetése után, a meggyilkoltak családtagjai számára hirtelenül érthetetlen, semmivel sem magyarázható csend állt be – a szeretteiktől nem érkeztek többé levelek, az elküldött levelek és csomagok „címzett ismeretlen” jelzéssel visszajöttek. Minden, a sorsukkal, tartózkodási helyükkel kapcsolatos információ beszerzésére tett kísérlet sikertelen maradt.
Pontos értesülések hiányában olyan hírek kezdtek keringeni, amelyek többek között a hadifoglyoknak Oroszország északi részében lévő táborokba (például a Ferenc József-földre vagy Novaja Zemljára) történt elszállításáról, később a Kara-tengerbe, a Jeges-tengerbe vagy a Barents-tengerbe történt belefojtásukról szóltak.
Ettől függetlenül néhány magas rangú szovjet tisztségviselő részéről elhangzottak nyilatkozatok, de a hadifoglyok eltűnésével kapcsolatban ebben az időszakban a németek állítólagos részvételére célzó később hangoztatott álláspontok nem jelentek meg. A Németország és Oroszország között 1941-ben kirobbant háború és a lengyel-orosz kapcsolatoknak ezt követő radikális megváltozása, majd a lengyel hatóságok által elindított keresés sem eredményezett semmiféle szovjet magyarázatot.

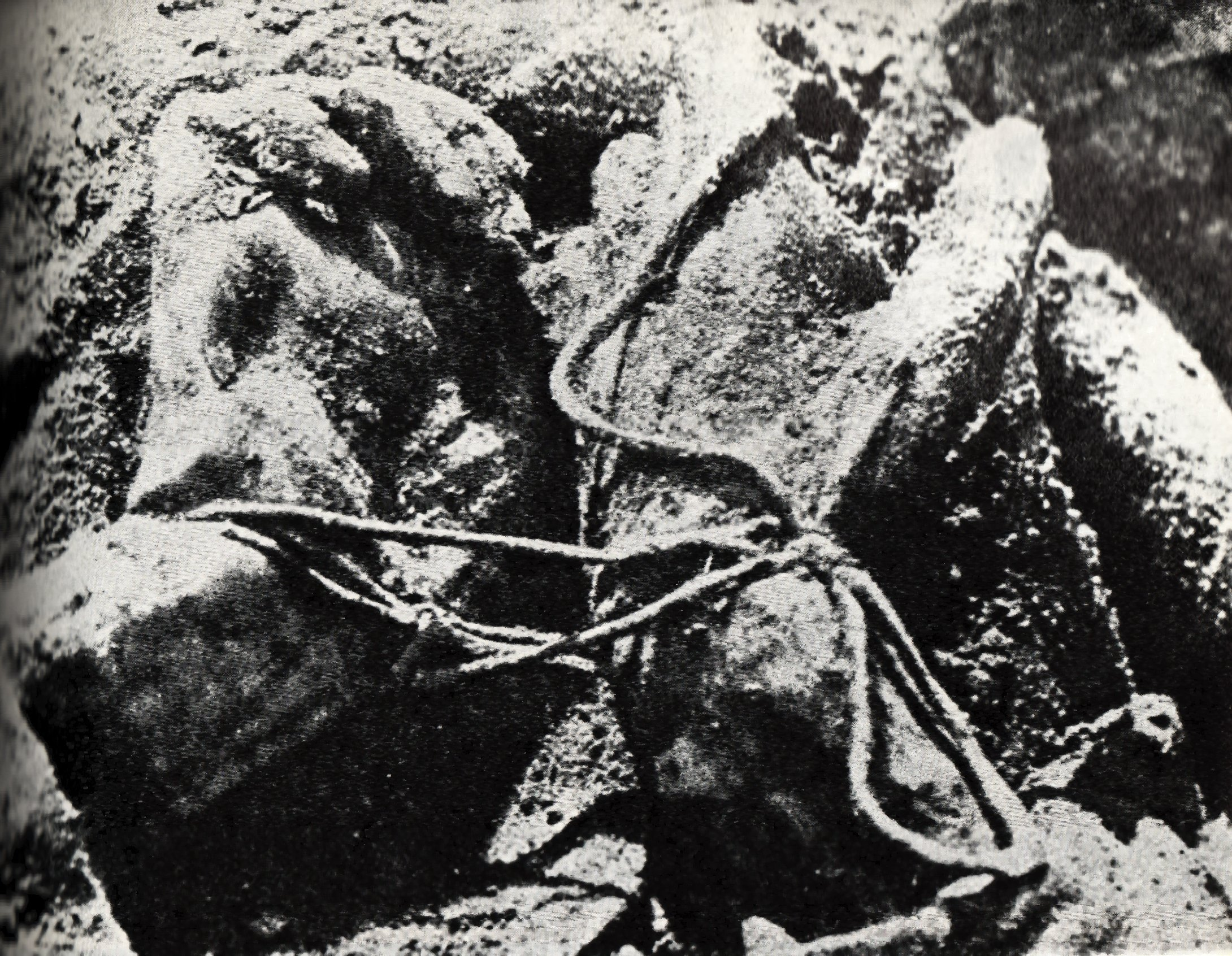
A katyńi csomó – az áldozatok hátrakötött kézzel

Władysław Sikorski tábornok, lengyel főparancsnok 1941. december 3-án Sztálinnal a Kremlben folytatott megbeszélés során személyesen is érdeklődött az eltűnt hadifoglyok holléte után. Kérdésére Sztálin azt válaszolta: „Megszöktek”. A tábornok azon kérdésére pedig, hogy 15 ezer ember hova szökhetett, azt az abszurd választ kapta Sztálintól, hogy: „Mandzsúriába”.
Közzétették azt a tényt is, hogy 1940 júniusának elején Winston Churchill elé került az a jelentés, amely Katyń egykori tulajdonosának, Koźliński lovaskapitánynak a beszámolóját tartalmazta arról, hogy 1940. május 18-án látta, amint az oroszok a 8. számú gödörbe dobálják a holttesteket.

## A katyńi tömegsírok felfedezése

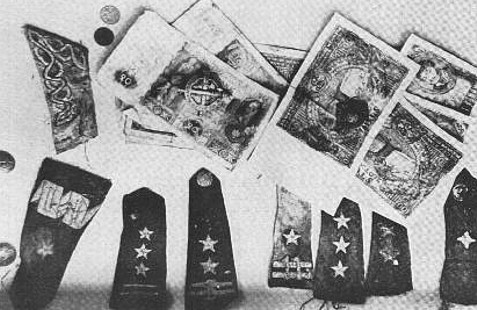
A sírokban talált papírpénzek és rendfokozati jelzések

A helyi orosz lakosság információja nyomán a katyńi tömegsírok helyét egy pályafenntartó vonat lengyel kényszermunkásai találták meg 1942-ben. Önálló kutatásokba kezdtek, és a lengyel egyenruhát viselő holttestek megtalálása után azonnal értesítették a német hatóságokat, amelyek eleinte nem mutattak érdeklődést az ügy iránt, de 1943 telének végén visszatértek rá. Az exhumációs munkákat a németek február 18-án kezdték el, és április 13-áig mintegy 400 holttestet hantoltak ki. A berlini rádió ezen a napon közölte a hírt arról, hogy a katyńi erdőkben 12 000 meggyilkolt lengyel tiszt holttestét találták meg.
A németek igyekeztek propaganda célokra felhasználni a nyilvánosságra került tényeket, ezért április 16-án meghívták az exhumálásra és a vizsgálatokra a Nemzetközi Vöröskeresztet és a lengyel társadalom képviselőit a németek által megszállt Lengyel Főkormányzóságból, valamint hadifoglyokat, köztük lengyel tiszteket. Władysław Sikorski tábornok lengyel emigráns kormánya ettől függetlenül április 17-én szintén felkérte a Nemzetközi Vöröskeresztet az ügy kivizsgálására. Hat nap eltelte után a Vöröskereszt kijelentette, hogy hajlandó együttműködni az ügy kivizsgálása érdekében, de azzal a feltétellel, ha valamennyi érdekelt féltől, tehát az oroszoktól is kap erre felkérést. De facto ez Sztálinnak szabad kezet adott arra, hogy a Vöröskeresztet eszközéül használva megakadályozza a nyomozást az ügyben.

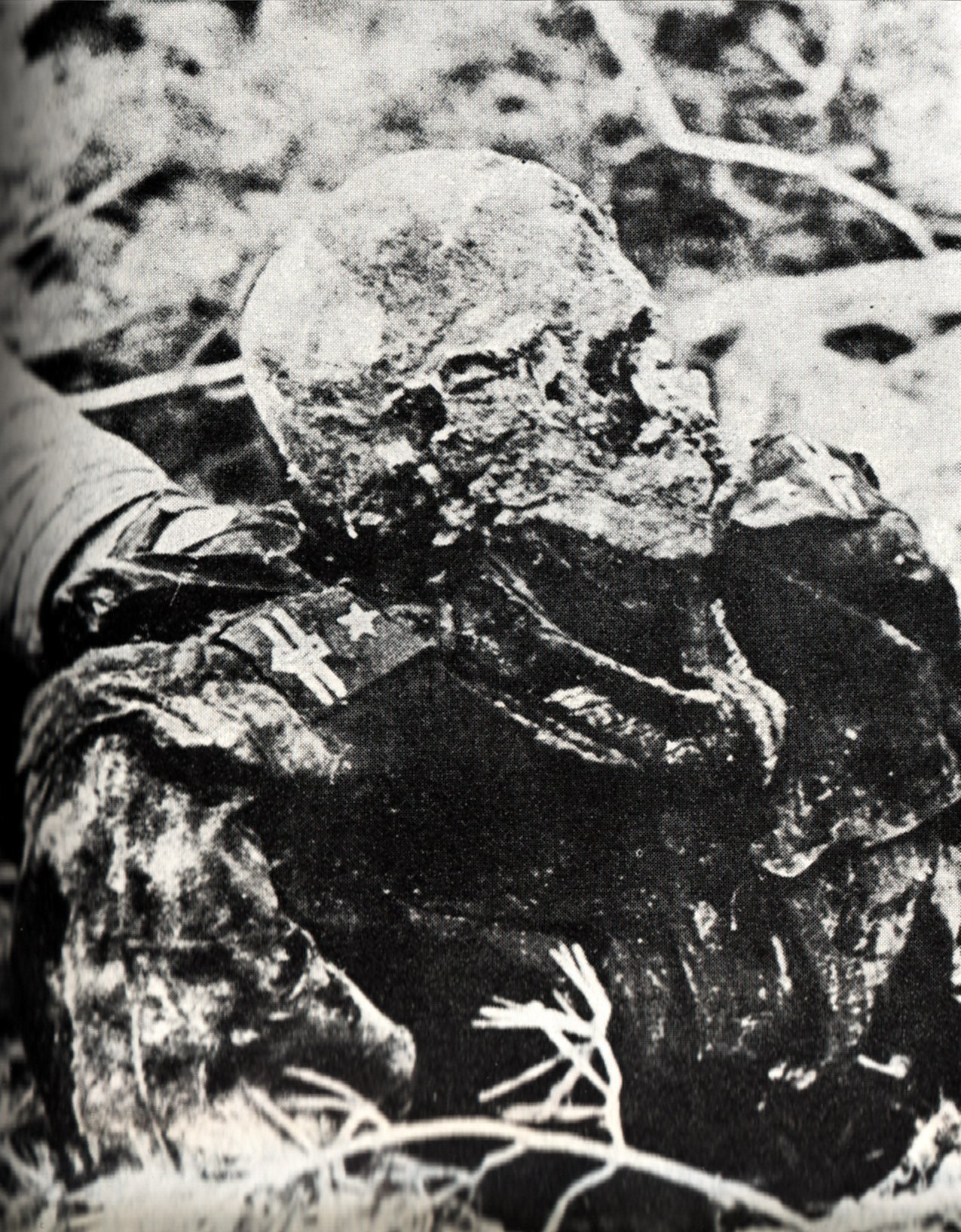
A J. Piłsudski I. lovasezred törzstisztjének holtteste

Ennek nyomán a német hatóságok nemzetközi bizottságot hoztak létre egy megfigyelővel. E bizottság tagjai között 12 a Harmadik Birodalomtól függő ország képviselője, valamint egy svájci küldött kapott helyet. Ez a bizottság április 28. és április 30. között tartózkodott Katyńban. Német nyomásra, de a lengyel emigrációs és földalatti szervek tudtával tízegynéhány lengyel is elutazott Katyńba (többek között Ferdynand Goetel és Józef Mackiewicz írók, dr. Marian Wodziński a Lengyel Vöröskereszttől, az egyház részéről pedig Stanisław Jasiński atya, a Krakkói főegyházmegye káptalanjának kanonokja). A vizsgálatok helyszínén angol, amerikai és lengyel tisztek is megjelentek – hadifoglyok a német oflagokból; utóbbiakat akaratuk ellenére vitték oda (ezt állította a háború befejezése után Stefan Mossor ezredes).

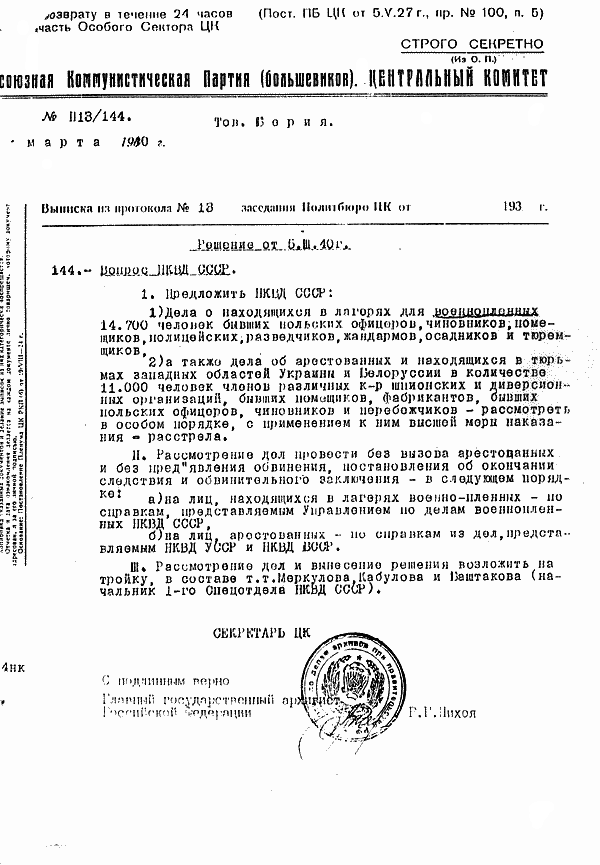
A Szovjetunió Kommunista Pártja legfelsőbb politikai vezetésének döntése a lengyel hadifoglyok meggyilkolásáról

Az exhumálást nyolc tömegsírban végezték el. A kiemelt holttestek között két tábornok: Bronisław Bohatyrewicz és Mieczysław Smorawiński holttestét is megtalálták, amelyeket ezt követően külön sírba temették. 1943. június 3-áig összesen több mint 4100 holttestet emeltek ki, dr. Wodziński pedig ez idő alatt 2800 azonosítást végzett el. A munkát nagy alapossággal dokumentálták. A gyilkosságok elkövetésének módját és a gyilkosok által használt fegyverek típusát is megállapították.
A vizsgálat során 7,65 mm kaliberű német muníció és fegyverek használatát is feljegyezték, ami gyakorlatilag az egyetlen ellenérv volt és marad az a NKVD gyanúsítása ellen. Jóllehet ismeretes, hogy a szovjet operatív egységek nagyobb megbízhatóságuk miatt német fegyvereket és muníciót használtak. Ugyanakkor az is az oroszok bűnössége mellett szóló érv, hogy a meggyilkoltak tetemei mellett talált, a szeretteikkel folytatott levelezés 1940 végével véget ér. A gyilkosság időpontját pontosan meg lehetett határozni a sírok fölé ültetett fák kora alapján, valamint a holttesteken keletkező különleges anatomopatológiai képződmények alapján is.
A fronthelyzetre való tekintettel és a nyári évszak miatt a német felügyelettel végzett munkálatokat június 3-án félbeszakították, még mielőtt az összes sírban nyugvó holttest exhumálására sor került volna – az utolsó, nyolcadik vizsgált tömegsírból körülbelül 200 meggyilkolt holttestét emelték ki. A terület rövidesen ismét szovjet ellenőrzés alá került.
A kutatások dokumentációja a háború idején a krakkói igazságügyi orvosszakértői intézetbe került, ahonnan a háború végén eltűnt. A kutatások német jegyzőkönyvei – amelyeket a Nemzetközi Vöröskereszt képviselői is aláírtak – 4143 exhumált holttest megvizsgálásáról szólnak. Az aláírók közül ketten (prof. dr. František Hajek Csehországból és prof. dr. Marko Antonov Markov Bulgáriából) a háború utáni években szovjet nyomásra írásos nyilatkozatban vonták vissza aláírásukat. A szovjet befolyási övezeten kívüli kutatók (például a svájci prof. dr. François Naville) közül senki sem tette meg ugyanezt. A dr. Aleksander Wodziński vezette bizottság tevékenysége alapján készült el a Kazimierz Skarżyński által elkészített lengyel vöröskeresztes jelentés (Párizsban 1955-ben, Lengyelországban 1989-ben tették közzé), amely a kihantolt holttestek esetében 4243-as számot említ (100-zal több a német jegyzőkönyvben foglaltaknál). Egyben úgy vélekedtek, hogy a katyńi tömegsírokban mintegy 11 000 lengyel katonatiszt maradványai nyugszanak, azaz az eltűntek többsége. Ez a szám később a hamis szovjet jelentésekben is felbukkant.

### Magyar vonatkozások
A vérengzés magyar áldozata Korompay Emánuel Aladár volt, a lengyel hadsereg tartalékos századosa, akivel 1940 tavaszán Harkovban végzett a tarkólövés. A mártírok között található még a magyar családból származó, de már Lengyelországban született Oskar Rudolf Kuehnel (1897–1940) hivatásos tüzér tiszt, akinek később megtalált naplójában az utolsó bejegyzés dátuma 1940. április 7-e volt.
A tömegsírok vizsgálatában a magyar Orsós Ferenc (1879–1962) patológus is részt vett. Ez ügyben adott szakértői véleményéért háborús főbűnösnek nyilvánították. Az igazság azóta kiderült, bár egyes hazai források tekintetében ennek elismerése még mindig várat magára.

## A tömeggyilkosság meghamisítása és elhallgatása

### Szovjetunió
Válaszként a berlini rádió kommünikéjére, a moszkvai rádió (1943. április 15-én) és a moszkvai Pravda (április 17-i száma) közzétették a szovjet kormány hivatalos álláspontját, amely a németeket vádolta „a szörnyű bűn elkövetésével”. Sztálin 1942. márciusi állítása szerint, „a lengyel tiszteket a kozelszki, osztaskovi és sztarobelszki táborokból 1940 tavaszán levelezési tilalom közepette áthelyezték három Szmolenszk melletti különleges munkatáborba, amelyek az 1-ON, 2-ON és 3-ON számot kapták. Miután a németek 1941-ben bevonultak ide, a táborokat elfoglalták, majd ősszel a lakóikat kivégezték.”
Azt követően, hogy a lengyel emigráns kormány a Nemzetközi Vöröskereszthez fordult, a Pravda leközölt egy cikket „Hitler lengyel munkatársai” címmel, majd április 25-éről április 26-ára virradó éjjel Tadeusz Romer moszkvai lengyel nagykövet jegyzéket kapott arról, hogy az oroszok megszakítják a diplomáciai kapcsolatokat. A brit külügyminisztérium, (Foreign Office) titkos táviratban értesítette az amerikai külügyminisztériumot arról, hogy a hivatal véleménye szerint „az oroszok azért szakítottak a lengyelekkel, […] hogy »elkenjék« saját szörnyű bűnüket”. Ugyanakkor a diplomáciai kapcsolatok megszakításának indokaként Sztálin a lengyel magatartást nevezte meg: „a baráti és munkakapcsolatok felújítása Szovjet-Oroszország és a lengyelek között mindaddig nem lesz lehetséges, amíg (a lengyel kormány) a szovjet hatalommal, a szovjet kormánnyal szemben sértő vádaskodásokkal él.(…)”
Miután az oroszok benyomultak a szmolenszki területre és kiszorították innen a német erőket, azonnal munkához fogott saját bizottságuk: Különleges bizottság a fasiszta német megszállók által a katyńi erdőkben végrehajtott, a lengyel hadifoglyok sérelmére elkövetett agyonlövések körülményeinek kivizsgálására és a nyomozás lefolytatására. A bizottság elnöke Nyikolaj Burgyenko akadémikus volt, tagjai között pedig ott volt Alekszej Tolsztoj író, valamint az NKVD-nek alárendelt orosz ortodox egyház ukrajnai exarchája, Nyikolaj kijevi és halicsi metropolita. Tagjai között azonban nem volt egyetlen más szovjet tagköztársaságból származó tag sem, sőt még a szovjetektől erősen függő, Oroszországban akkoriban létrejött Lengyel Hazafiak Szövetsége (Związek Patriotów Polskich), vagy Zygmunt Berling tábornok hadseregének képviselője sem.
Az általuk elvégzett exhumálások során, nagy valószínűséggel kipreparáltak néhányat a németek által eddig érintetlenül hagyott tömegsírban fekvő holttestek közül (a bizottsági jelentés több mint 900 kihantolt holttestről szól, de ez nem bizonyítható). 1944 januárjában bemutattak 9 (kilenc) bizonyítékot (újságfoszlányok, mosodai nyugta, képeslap varsói címmel), melyek szerint a tömeggyilkosságot a Wehrmacht követte el. A bizottsági jelentés 11 000, a németek által Katyńban meggyilkolt lengyel tisztet említ, továbbá tartalmazza 1-ON, 2-ON, 3-ON táborokról szóló állítást. Hozzáfűzték továbbá, hogy a gyilkosságokat 1941 augusztusában-szeptemberében a Wehrmacht Ahrens ezredes vezette 537-es utászzászlóalja hajtotta végre.

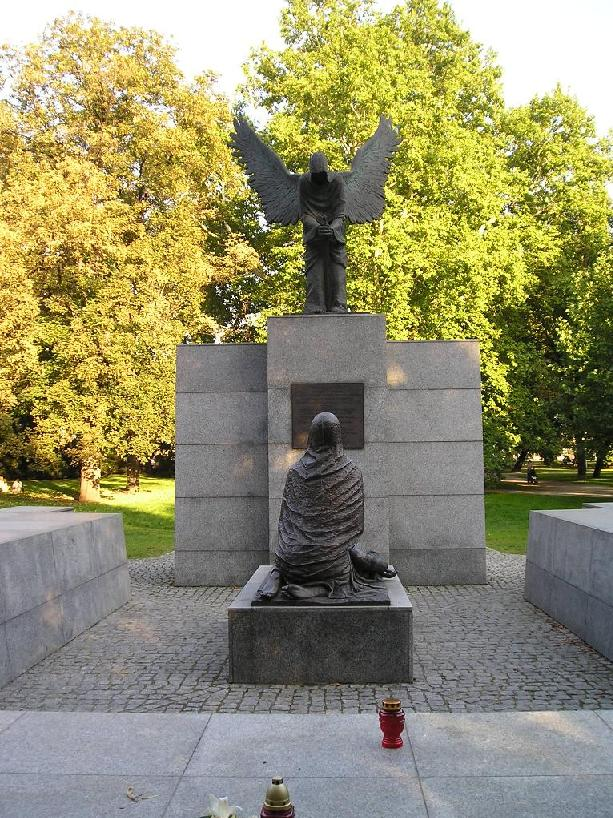
A katyńi tömeggyilkosság áldozatai tiszteletére felállított emlékmű a lengyelországi Wrocławban

A németek bűnösségéről szóló adatok a Nagy Szovjet Enciklopédia néhány háború utáni kiadásában is megjelentek, azonban a hetvenes években megjelent kiadásban nem szerepelt Katyńról szóló címszó.
Az ötvenes évek végén Hruscsov utasítására Alekszandr Selepin, a KGB elnöke megvizsgálta a tömeggyilkosság ügyét, bekérette magához az összes kapcsolódó dokumentumot, és áttanulmányozásuk után az 1959. március 3-i N-632-S (Н-632-Ш) számú feljegyzésben javaslatot tett 21 857 meggyilkolt lengyel katonatiszt személyi adatlapjának és dossziéjának a megsemmisítésére, mivel az egykori burzsoá Lengyelországból volt személyek adatai – mind operatív szempontokból, mind pedig történelmi szempontokból – teljesen alkalmatlanok a megőrzésre, elég csak néhány, külön kis dossziéban lévő összefoglaló jelentés megőrzése.
Selepin javaslatát jóváhagyták, és ennek nyomán az újonnan létrehozott SZIGORÚAN TITKOS dosszié az 1. számot kapta, a bizonyítékokat pedig megsemmisítették. Ezt a bizonyos 1. számú dossziét ezt követően a Szovjetunió legfontosabb államtitkai közé sorolták, ezért minden későbbi SZKP főtitkár hatalomra kerülésekor azt kézhez kapta és aláírta.
1978-ban Katyńban megjelentek az építőmunkások és nekikezdtek építkezni. Nem a nyomok eltüntetésén fáradoztak, hanem egy grandiózus emlékpark, egy Arlington típusú nekropolisz létrehozásához fogtak hozzá. Márvány díszítésű betonsztéléket állítottak fel, amelyeken a kétnyelvű feliratok továbbra is a hivatalos szovjet álláspontot tükrözték: „A fasizmus áldozatainak – a hitleristák által 1941-ben agyonlőtt lengyel katonatiszteknek”.

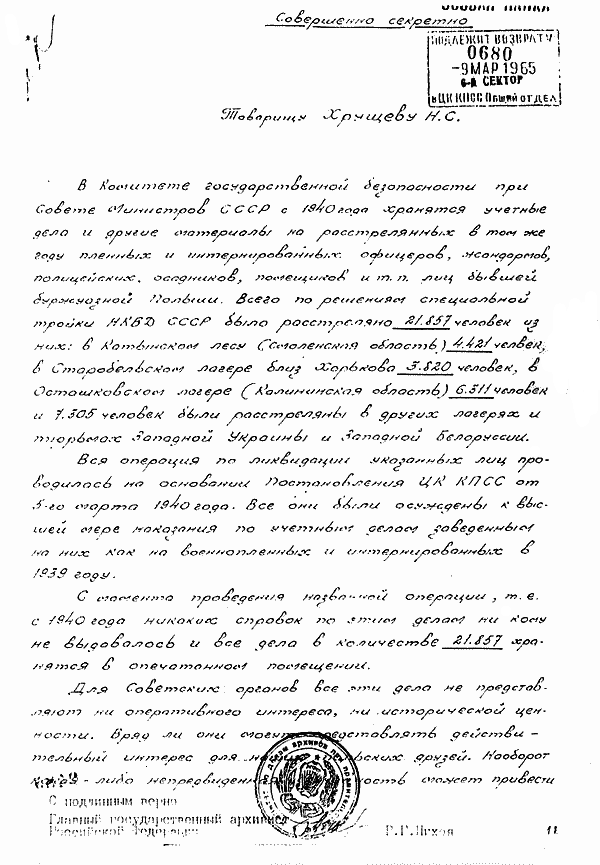
Selepin javaslata (1. oldal)
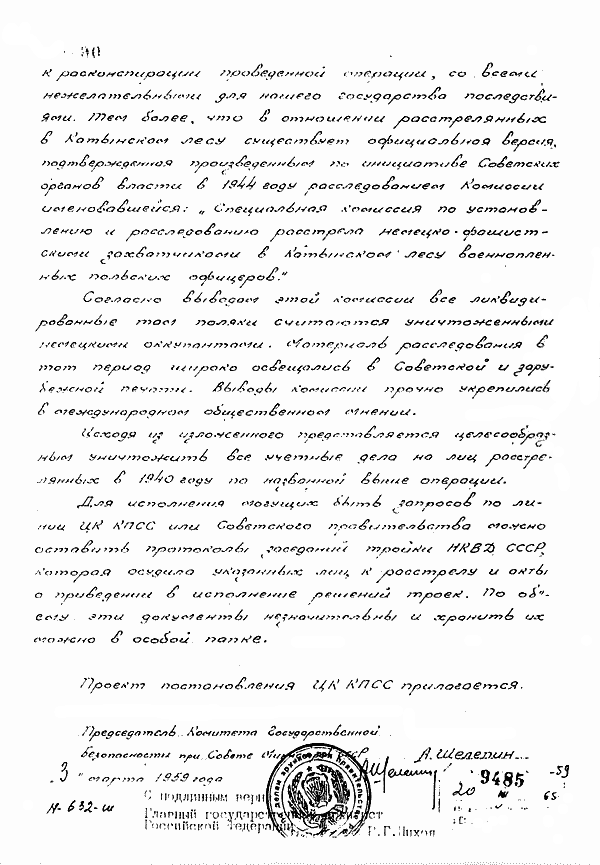
Selepin javaslata (2. oldal)
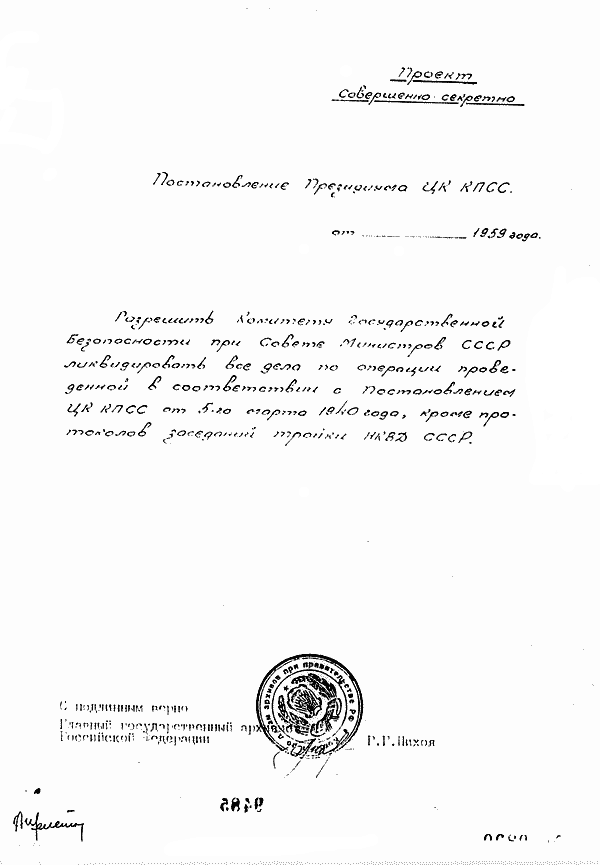
Selepin javaslata (3. oldal)

### A nürnbergi per

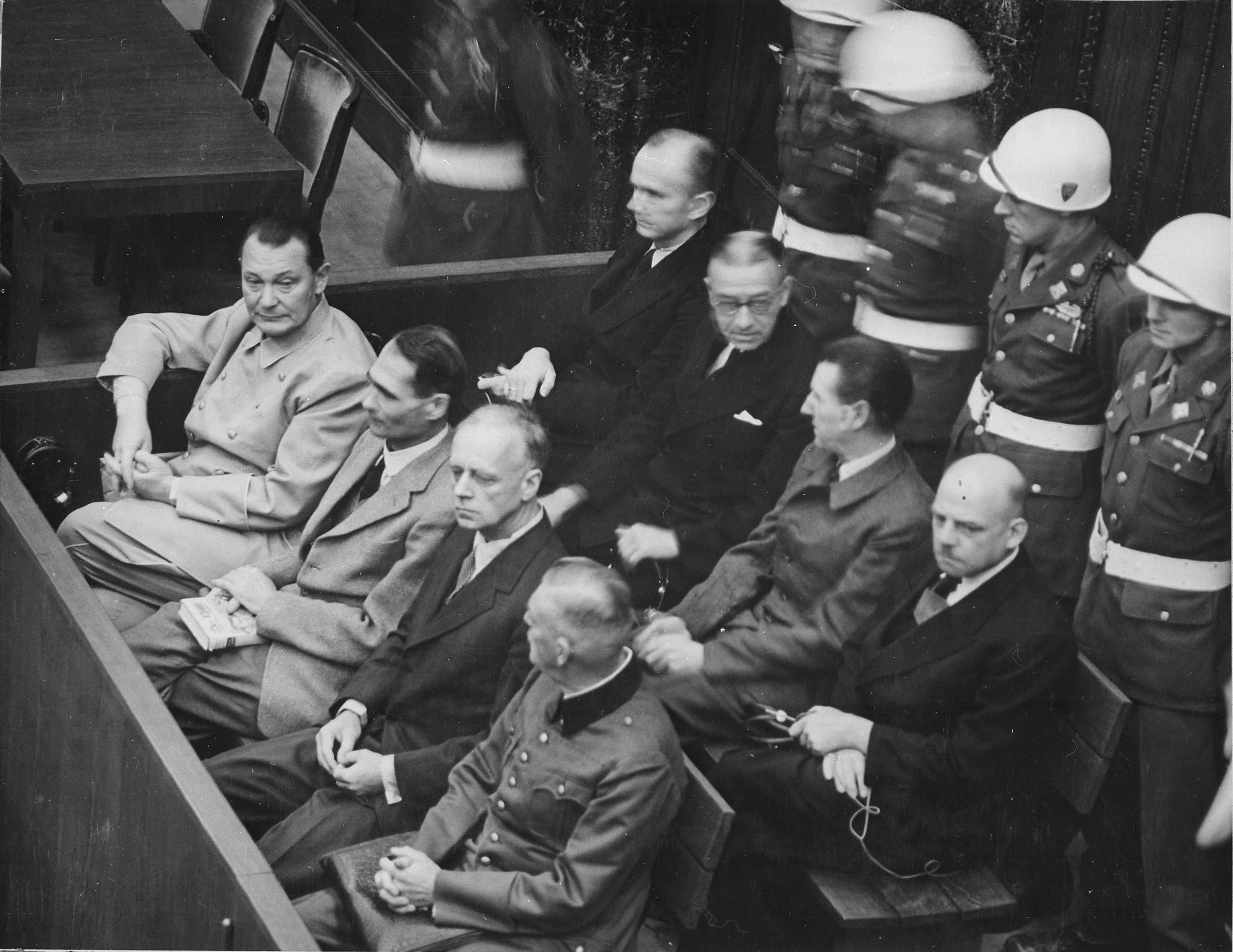
A nürnbergi per elsőrendű vádlottai

Még a nürnbergi per előtt 1943-ban, Sztálin elrendelte egy külön bizottság létrehozását, azzal a feladattal, hogy hamis „tényeket” hozzanak létre annak bizonyítására, hogy a németek követték el a katyńi mészárlást. Ennek érdekében több koncepciós pert is tartottak, az elsőt 1943 szeptemberében a Mariupolban, az Azovi-tengernél (négy halálos ítélet), majd következett 1943-ban a Krakkói per, 1945 után pedig perek sorozata Minszkben, Leningrádban, Rigában, Brjanszkban, Nyikolajevban, és Velikije Lukiban. 85 német katonát, köztük 18 tábornokot ítéltek halálra katyńi mészárlásban való részvételük hamis vádjával.
Ezt követte a leningrádi (hét halálos ítélet) , és a szmolenszki per (nyolc halálos ítélet). A leningrádi perben egy bizonyos Arno Dührer, nyilvánosan beismerte bűnösségét. Elmondta, hogy több német tiszttel együtt részt vett a katyńi erdőben lefolytatott kivégzésben, ahol több ezer lengyelt és zsidót öltek meg. Dührer jutalomként elkerülte a halálbüntetést és a büntetőtábor letöltése után visszatérhetett Németországba.

A tömeggyilkosság ügye érthető okokból a nürnbergi per napirendjére is felkerült, amikor Roman Andrejevics Rudenko szovjet ügyész népirtás címén, mintegy 11 000 lengyel katonatisztnek Katyńban történt meggyilkolása miatt emelt vádat, de a végén a megszületett ítéletekből ezek a vádak kimaradtak, mert lehetetlenné vált rábizonyítani azt a németekre. A némileg félreszerkesztett Rudenko-féle változatában a bírósági eljárás egy sor pontatlanságot és elemi hibát mutatott ki: legfőképpen a Nemzetközi Törvényszék egyértelműen rámutatott arra, hogy Katyńban ténylegesen az 537. számú német katonai alakulat állomásozott azzal, hogy ez a …537 sz. …híradóezred volt. Ennek élén pedig nem „Arnes“, hanem Arens ezredes állt, ezen felül pedig Katyńban ez az alakulat csak … 1941 novemberében jelent meg. Éppen emiatt Arens ezredest a Nemzetközi Törvényszék csak tanúi minőségben hallgatta ki, bár a szovjetek ragaszkodtak volna az elítéléséhez.
A szovjet vádiratban a katyńi vérengzés még úgy szerepelt mint „a nácik által végrehajtott népirtás”, a végső indítványokból mindez már teljesen kimaradt. Egyes nemzetközi kutatók és bűnüldözők számára ez már egymagában a szovjet felelősséget igazolja, és ezért változatlanul szorgalmazzák azt, hogy nemzetközi színtéren ez az ügy – mint el nem évülő emberiség elleni bűntett –, népirtás címén kerüljön bírósági lezárásra. De köztudottan mindez a mai napig nem fedi az Oroszországi Föderáció álláspontját.

### Nagy-Britannia és az USA
A nyugati szövetségesek tartózkodtak, vagy úgy nevezett „felsőbb érdekből” mint például Winston Churchill brit miniszterelnök, a lengyel kormánynak és a lengyeleknek „mérsékletességet” javasoltak. A brit sajtó főszerkesztői és a brit hivatalnokok igyekezték elhallgatni a katyńi tömegmészárlást.
Csak kevesen, mint például Geoffrey Potocki de Montalk (a Katyn Manifesto – a nyugati publikációk közül a katyńi tömegmészárlásról első ízben őszintén író kiadvány szerzője), vagy a lengyel emigrációs kormány mellé rendelt brit nagykövet, Sir Owen O'Malley igyekeztek felfedni az igazságot. Az általa készített, nagy alapossággal dokumentált jelentés megállapította a szovjetek bűnösségét és azt 1943 júniusában átadta VI. György brit királynak, Churchillnek és háborús kabinetjének.
Az USA hatóságok szintén hosszú időn át a szovjet elméletet fogadták el, és nem támogatták az események felderítésére törekvő kutatásokat. Ismert John H. Van Vliet Jr. alezredes esete, aki német hadifogságban volt és 1943-ban hét másik ország foglyaival együtt Katyńba szállították. A szabadulása után Van Vliet alezredes jelentést tett Clayton L. Bissell vezérőrnagynak – mire a tábornok parancsot adott ki, hogy a jelentést lássák el „SZIGORÚAN TITKOS!” jelzéssel, de valószínűleg még arra is, hogy semmisítsék meg. A jelentést később személyesen Van Vliet alezredes rekonstruálta, az 1952-ben nyomozást végző szenátusi bizottság számára.

### Lengyelország

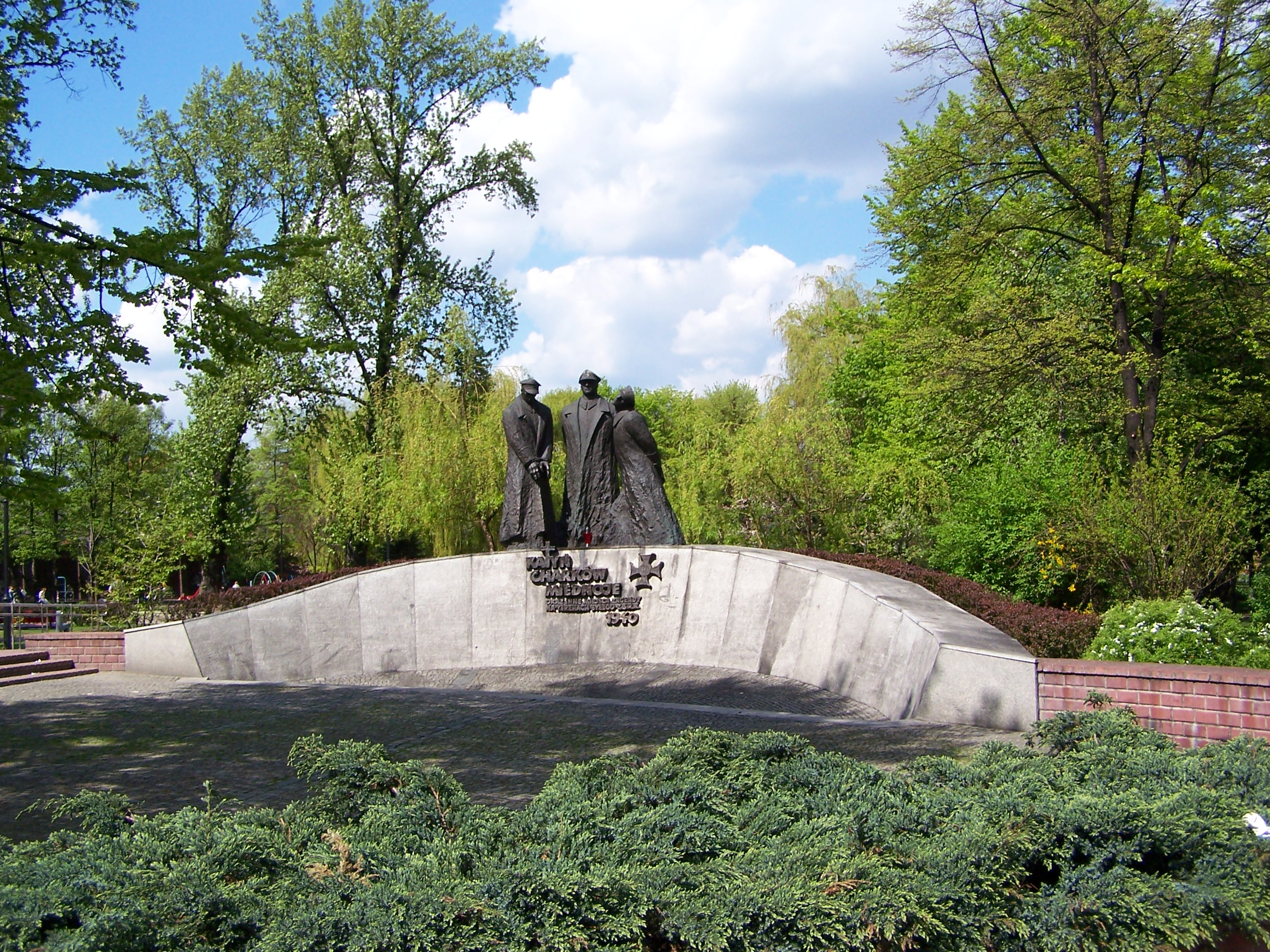
Katowice – a katyńi áldozatok emlékére emelt monumentális emlékmű

Ugyancsak a Szovjetuniótól függő Lengyel Népköztársaság hivatalai és intézményei valamint elődszervezetei részt vettek a fenti hamis szellemképek ápolásában. Ez elsősorban Wanda Wasilewska írónőre és Zygmunt Berling tábornokra vonatkoznak.
Már 1945 tavaszán Henryk Świątkowski igazságügyminiszter utasítására nyomozás indult a lengyel katonatisztek kárára Katyńban elkövetett tömegmészárlás ügyében, amelynek felügyeletét a később közismert jogtudós, akkori főügyész dr. Jerzy Sawicki, dr. Roman Martininek, a háború előtti Kielcei Körzeti Bíróság helyettes főügyészének adta ki. Martini ügyész részt vett az 1939. szeptemberi honvédő harcokban és hősiességért a Varsó alatti csatákban, a Virtuti Militari Érdemrend ezüstkeresztjével tüntették ki. Német hadifogságba került, amelyben a háború végéig sínylődött. A nyomozást majdnem egy évig folytatta, aztán 1946. március 30-án meggyilkolták. Állítólag egy olyan fiatal lány vőlegénye tette, akinek a menyasszonyával előzőleg viszonya volt. Más források szerint viszont a katyńi nyomozásnak előre meghatározott célja volt (kimutatni a németek bűnösségét), de Martini főügyésznek köszönhetően, éppen ellenkező irányú, a szovjetek egyértelmű bűnösségét alátámasztó bizonyítékok sokaságát szerezte meg, és ez lehetett az oka az előre jól megrendezett halálának.
A hivatalos álláspont mindenesetre az maradt, hogy a mészárlást a németek követték el. A lengyel Nagy Egyetemes Enciklopédiából elhagyták a Katyń szócikket. Az igazat tilos volt nyíltan kimondani a kommunista blokk többi országában, beleértve Magyarországot is.

## Hivatalos nyilvánosságra hozatala
A merev sztálini álláspontot mind a hivatalos Szovjetunió mind pedig a Lengyel Népköztársaság propagandagépezete mindvégig görcsösen fenntartotta, gyakorlatilag egészen 1990-ig, ettől függetlenül a peresztrojkával összefüggésben, 1987-ben, az akkori szovjet vezetővel, Mihail Gorbacsovval egyetértésben, létrehoztak egy lengyel–szovjet vegyesbizottságot, amelynek feladata lett volna a két ország történelmi kapcsolataiban keletkezett fehér foltok feltérképezése és a tények tisztázása. Azonban az eufemikus névnek, és az állítólagos célok meghatározásának most is egyértelmű és egyetlen célja volt: kideríteni az igazságot a katyńi tömegmészárlással kapcsolatban. Végső soron a TASZSZ 1990. április 14-i közleménye hozott áttörést, amikor a szovjetek hivatalosan bejelentették, hogy a katyńi gyilkosságokért a Szovjetuniót terheli a felelősség, különösképpen pedig Beriját és a munkatársait. Azonban ezt a tényt azzal is szembesíteni kell, hogy M. Gorbacsov pártfőtitkár a hatalomátvétel első pillanatától nagyon jól ismerte, ismernie kellett a „meztelen” igazságot, hiszen a már említett 1. számú, szigorúan titkos különleges dossziét ismernie kellett, és azzal a tudattal együtt, az RP-979 (РП-979) számú, 1990. november 3-i rendeletével utasította Oroszország Tudományos Akadémiáját, hogy kutassa fel a Lengyelországot Oroszországgal szemben terhelő esetleges bizonyítékokat, hogy ezzel ellensúlyozni, enyhíteni lehessen a szörnyű tömegmészárlás nyilvánosságra hozásával kapcsolatos gondokat.
1992. október 14-én, Borisz Jelcin elnök utasítására, Oroszország vezető főlevéltárosa Rudolf Pihoja átadta Lech Wałęsa lengyel elnöknek a különleges 1. számú dosszié dokumentumainak másolatait. A dokumentumok Lengyelországban 1992-ben kerültek nyilvánosságra a „Katyń – A népirtás dokumentumai” gyűjteményben, Oroszországban pedig a Вопросы Истории (Voproszi Isztorii) havi történelemtudományi folyóirat 1993. évi első számában. Ugyanakkor nyitották meg a lengyel történészek előtt a posztszovjet levéltárak egy részét.

## Független, objektív nyomozások

### USA

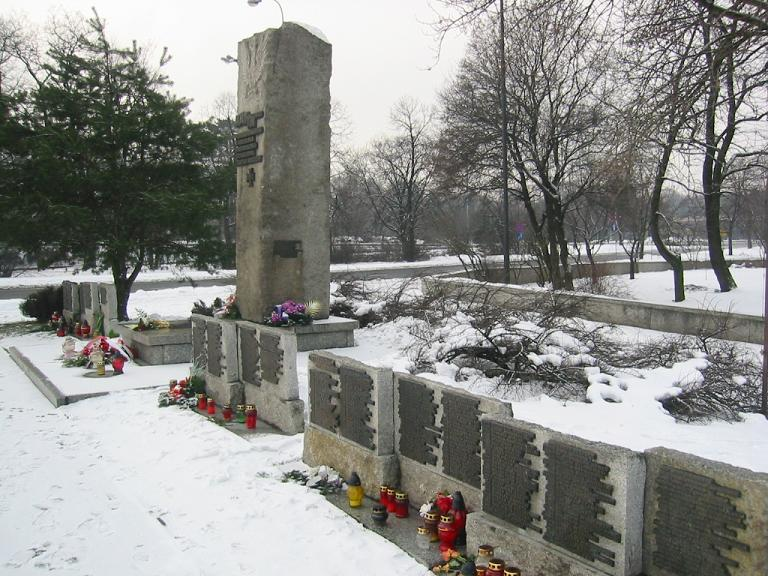
Katyńi emlékmű a lengyelországi Łódźban

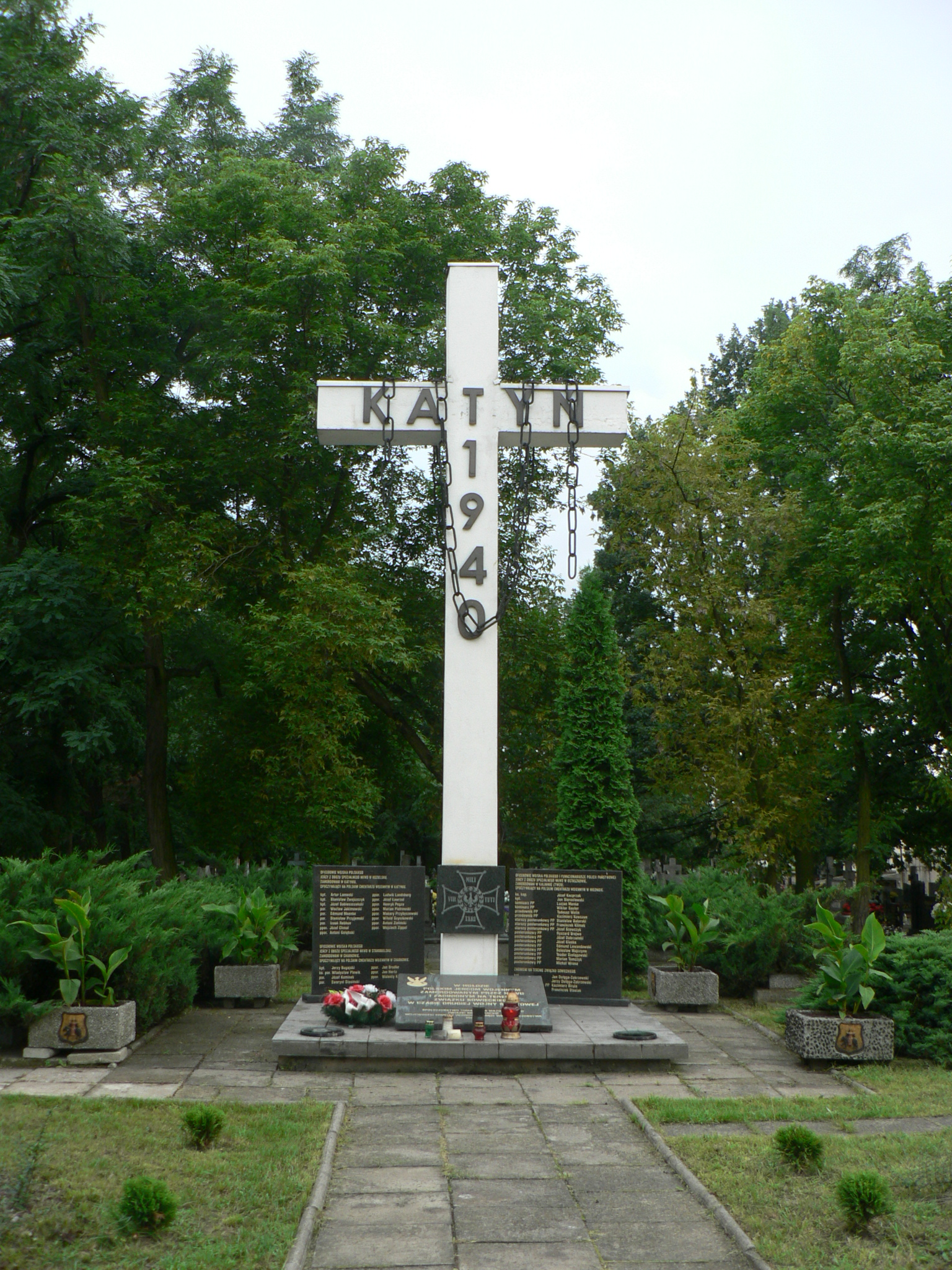
A katyńi áldozatok emlékműve a lengyelországi Tomaszów Mazowieckiben

1952. december 22-én Amerikai Egyesült Államok szenátusi bizottsága vizsgálta az ügyet az Amerikai Lengyelek Kongresszusa kezdeményezésére, majd javaslatot tett a kormánynak, hogy az ügyet vigye az ENSZ közgyűlése elé és a Szovjetuniót vádolja meg a Nemzetközi Bíróság előtt. A BBC 1971-ben adásba adta az Az ügyet mellőzni kell című filmet.

### Szovjetunió/Oroszország, Fehéroroszország, Ukrajna
A bűncselekmény elkövetésének hivatalos szovjet beismerése, a levéltárak kutatásán túl lehetővé tette azt is, hogy a szovjet (majd az orosz) ügyészség megkezdhesse a nyomozást, a lengyel hatóságokkal együttműködve kihallgasson több tucat még élő szemtanút (egy sor adatot ezekből a kihallgatásokból felhasználtunk a fenti cikk megírása során) valamint a többi, Katyńon túl lévő kivégzőhelyek tömegsírjainak exhumálását is.
A Mednoje területén az exhumálásokra 1991. augusztus 15. és augusztus 31. között került sor. Egy 37 х 108 х 36 х 120 х 120 méteres ötszög területén 30 árkot ástak és 5 szondázást végeztek, feltártak egy tömegsírt és kiemeltek 240 tetemet, többnyire sötétkék (rendőri) egyenruhában. A megmaradt egyenruhák, szolgálati felszerelés és nem is olyan rossz állapotban megmarad okiratok – köztük két emlékkönyv –, megcáfolhatatlanul rámutattak arra a tényre, hogy kivétel nélkül valamennyien lengyel rendőrök voltak, akiket az osztaskovi táborban tartottak fogva, ezen felül a beazonosított neveik ott szerepelnek az NKVD szállítási jegyzékeiben. A kiemelt koponyák vizsgálata során megállapították, hogy közülük 169 lövés utáni sebesüléseket tartalmaz azzal, hogy mindegyiküket hátulról lőtték le. Találtak több mint 20 golyót, ebből csak kettőt a 7,62 mm-es belga Nagant M1895-ös pisztolyból. A többi 7,65 mm kaliberű német lövedék volt. Mindez megerősítette Dmitrij Tokarev vallomását arról, hogy a kivégzésekre Moszkvából német fegyvereket küldtek, hogy ily módon a németekre lehessen kenni az egészet. Az exhumálási munkálatok 1991. augusztus 31-én történt befejezésével, az exhumált maradványokat ünnepélyesen eltemették. A soron következő munkálatok során 1994 és 1995 nyarán az orosz BM munkatársai feltárták a többi tömegsírt is, és a teljes, megtervezett körben végrehajtották az exhumálásokat is, hogy elvégezzék azt a munkaszakaszt, amelyet az ide tervezett nekropolisz létesítése előzte meg.

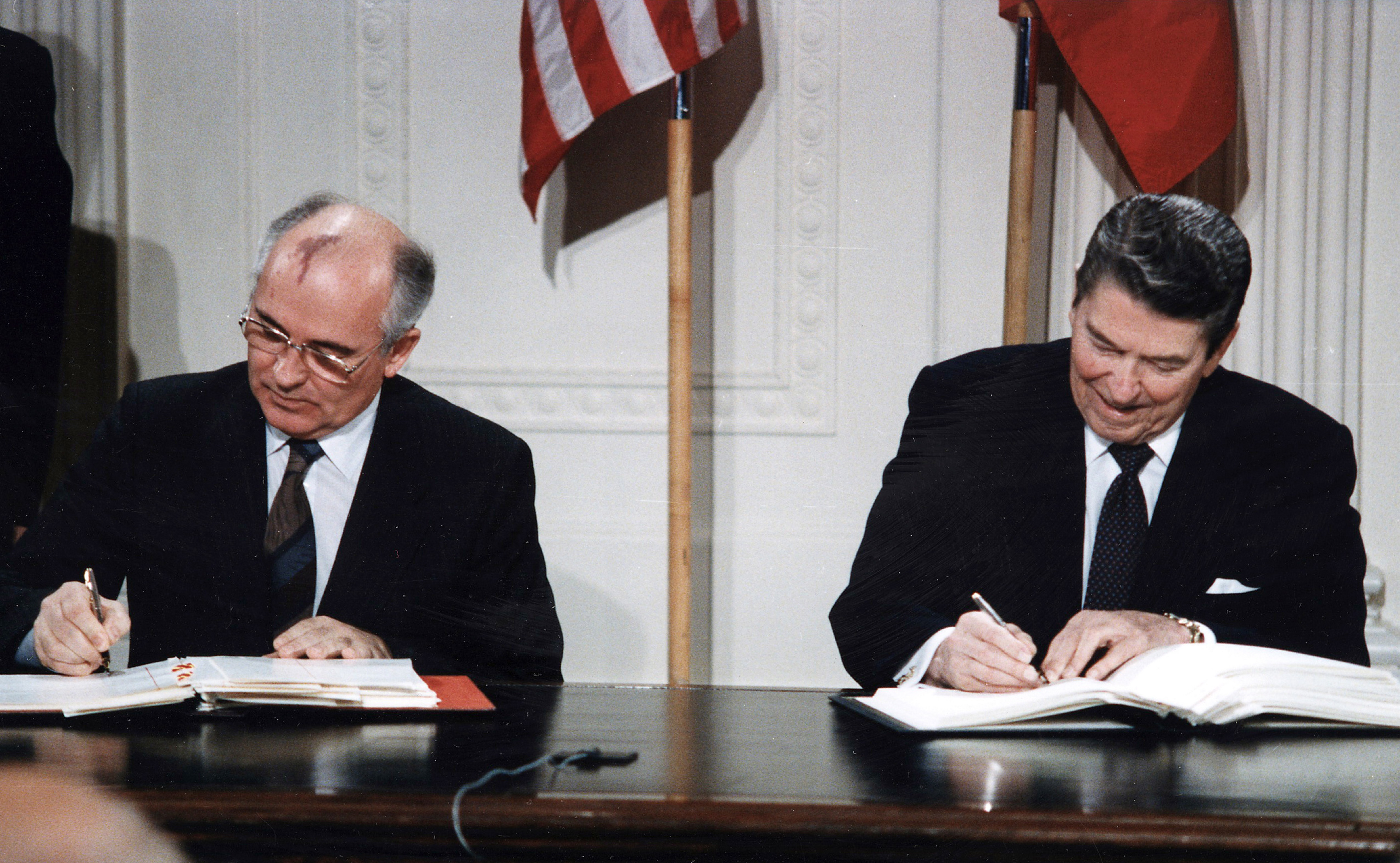
Ronald Reagan amerikai elnök és Gorbacsov szovjet pártfőtitkár megállapodnak a hidegháborús korszak lezárásáról. Az egyezmény a mai Oroszországot is kötelezi

A Pjatyihatkiban (Harkov parkerdei körzetének 6. szekciója) a munkálatokat 1991. július 25. és augusztus 9. között végezték. Ez alatt egy 97 × 62 × 143 × 134 méteres négyszög alakú területen került sor a feltárásokra, ezalatt 49 árok kiásására és 5 szondázásra került sor, melynek során 167 lengyel katonatiszt holttestét exhumáltak. A későbbi munkálatokkal együtt, 75 tömegsír feltárására került sor, melyek közül 15 tartalmazott lengyel hadifogoly maradványokat és ahonnan 420 személy holttestét exhumálták, ebből 363 személyt lengyel katonai felszereléssel (2500 tárgy).

## A megemlékezés helyei
Krakkóban 1994-ben Lengyelország és Oroszország közötti egyezményt kötöttek meg a háborúk és a totalitarizmus áldozatai emlékhelyeinek és temetőinek gondozásáról és védelméről.
Az első olyan temetőt, amely az NKVD gyilkosságainak áldozatairól emlékezik meg, 2000 júniusában nyitották meg Harkovban (Pjatyihatki), Ukrajnában.
A katyńi nekropoliszt ünnepélyes külsőségek közepette június 28-án nyitották meg.
Az utolsót a három temető közül, Mednojeban, Tver közelében, Oroszországban 2000 szeptemberében nyitották meg.

## Jelenkori ellentmondások a katyńi tömeggyilkosság körül

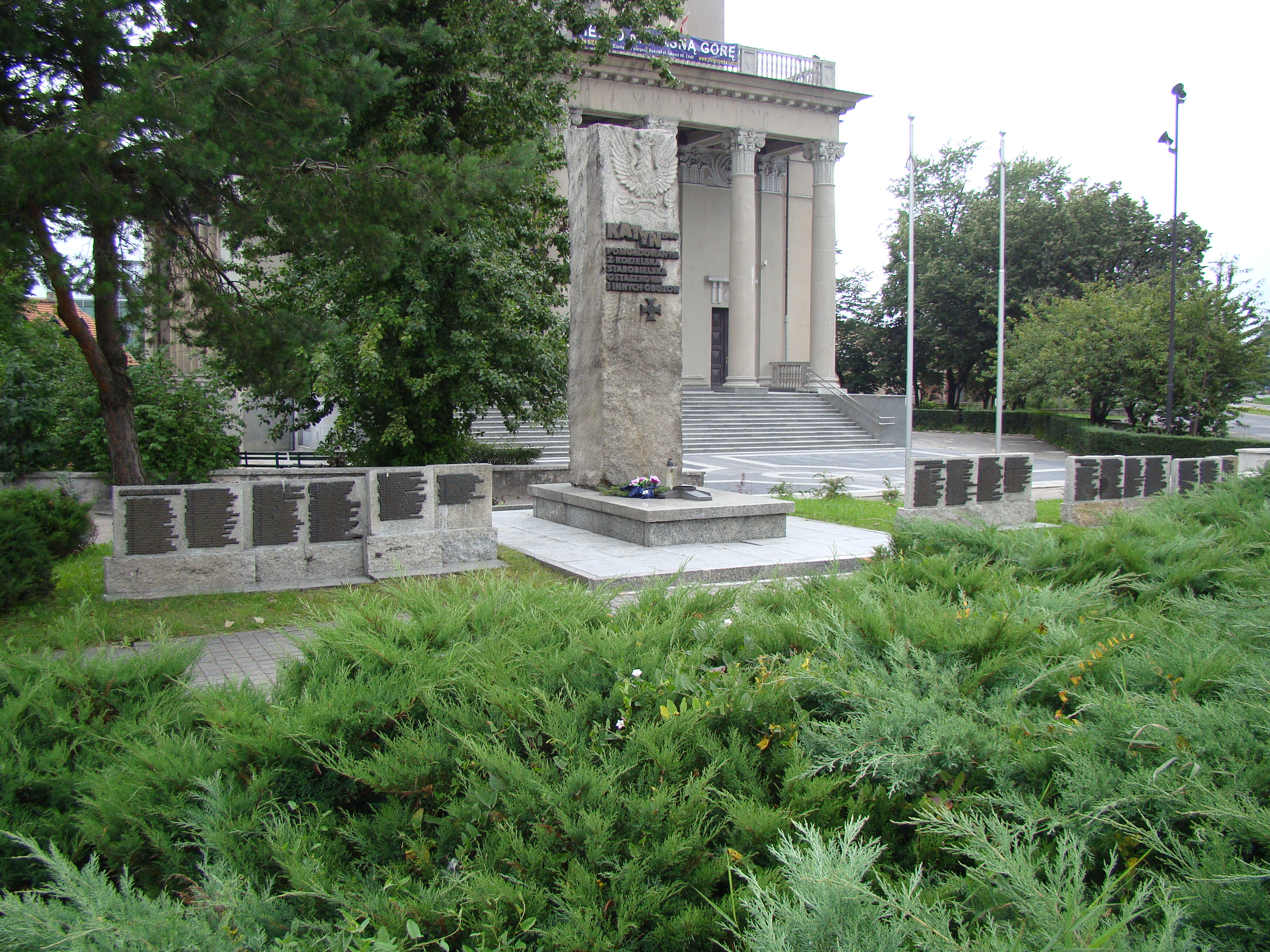
Az oroszországi hadifogoly-gyilkosságok áldozatainak emlékére emelt emlékmű Łódźban

Annak ellenére, hogy a legfőbb orosz vezetés által megerősítést és beismerést nyert a sztálinista hatalom okozta szovjet bűnösség a katyńi tömeggyilkosságokban, és Oroszországban is nyilvánosságot kaptak a legtitkosabb dokumentumok, 1990-től kezdve Oroszországban ismét megjelentek a bűnösséget megkérdőjelező és a németeket hibáztató nézetek. Ennek hívei a Burgyenko-féle, az 1-ON, 2-ON és 3-ON fantomtáborokról szóló jelentésre támaszkodnak. Közülük a legismertebbek Jurij Muhin szélsőséges orosz publicista és Aman Tulejev, kemerovói kormányzó, aki egyébként mindemellett Lengyelországgal szemben ellenváddal él állítólagos több tízezer 1920-ban fogságba ejtett szovjet katona kivégzéséről. Ezek a nézetek először akkor jelentek meg, amikor a hatalomra került új pártfőtitkár Gorbacsov nyilvánosságra hozta a katyńi vérengzésről szóló, addig titkos és a Szovjetunió felelősségét bizonyító dokumentumokat.
Másik oldalról az erőteljes azon szovjet, majd orosz kísérletek, melyek a katyńi igazságnak minden áron történő elrejtését célozták azt eredményezték, hogy egyes történészek egy olyan elmélettel állnak elő, mintha a katyńi vérengzést az NKVD közösen a német Gestapóval követte volna el és már jóval korábban ismert volt a legfelsőbb német vezetés számára. Az ilyen együttműködés alapja volt az a szigorúan titkos 1939. szeptember 28-i német–szovjet egyezmény, amely a Harmadik Birodalmat és a Szovjetuniót arra kötelezte, hogy erőteljesen törjenek le mindennemű olyan lengyel kísérletet, aminek célja a lengyelek megszállók elleni harca.
Az elmélet szerint, ezen egyezménynek megfelelően, a Gestapo és az NKVD Zakopanéban és Krakkóban néhány közös tanácskozást tartott a hatékony ellenlépések, a gyilkolás módszereiről, a deportálásról. George Watson, a Cambridge-i Egyetem professzora úgy véli, hogy a katyńi lengyel hadifoglyok sorsáról egy ilyen krakkói tanácskozáson döntöttek – a véleményt Louis Robert Coatney idézi. Ilyen nézeteket hangoztatnak más olyan személyek is, akik a tömegmészárlás körülményeit kutatják, mint például Allen Paul.

## Aktuális események

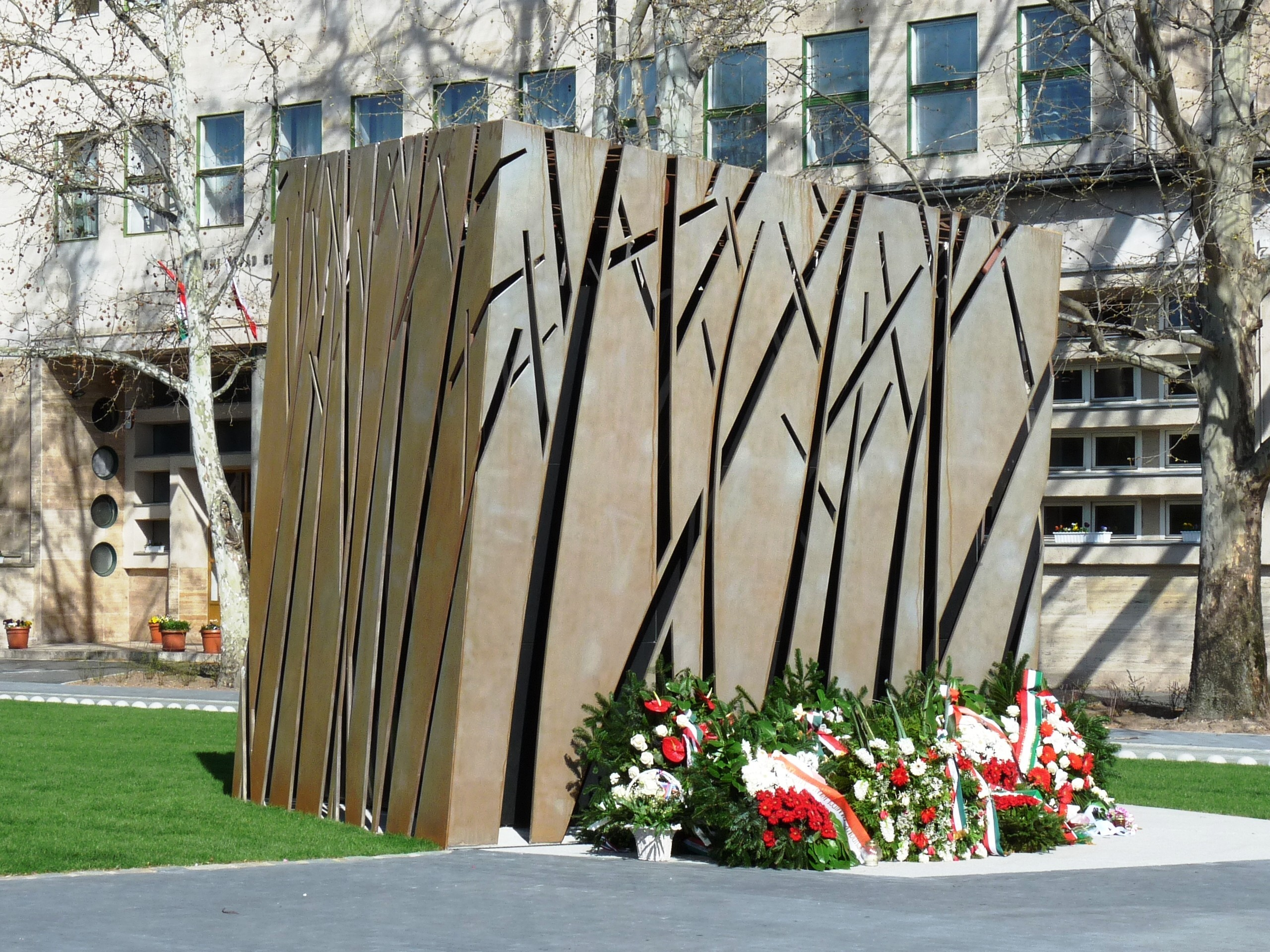
A vérengzés áldozatainak 2011 áprilisában felavatott emlékműve Budapesten, a Katinyi mártírok parkjában

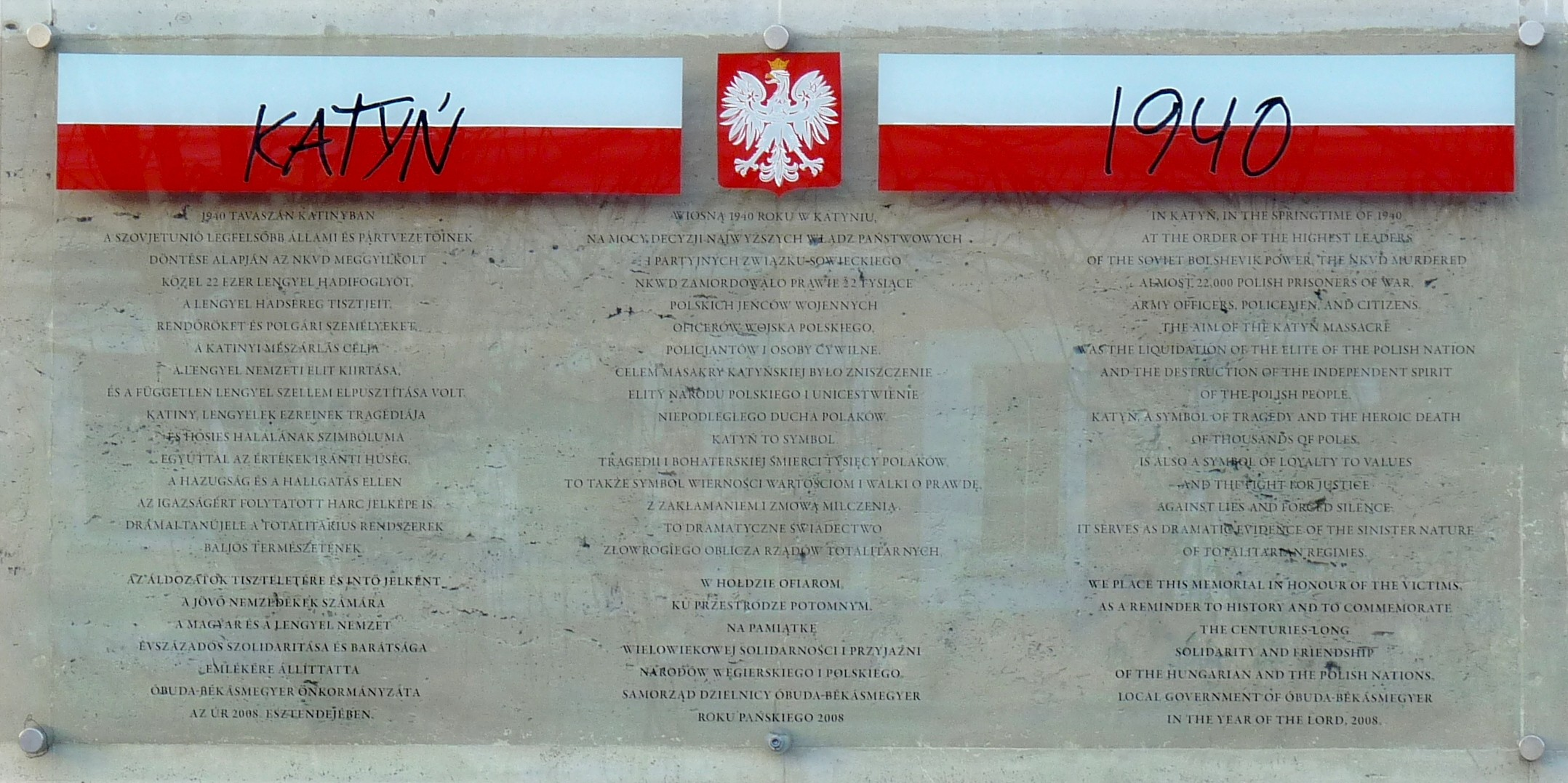
A katyńi mártírok emléktáblája ugyanott

2005. március 5-én Oroszország Legfelsőbb Katonai Ügyészsége kijelentette, hogy a katyńi tömegmészárlás ügyében lezárta a nyomozást. A 183 vaskos kötetben összegyűjtött nyomozati anyagból teljes egészében mindössze 116 kötetet hoztak nyilvánosságra, bár 2004 szeptemberében és ismételten novemberében a teljes anyag nyilvánosságát deklarálták. Ennek az volt az oka, hogy ezek az anyagok a mai napig titkosítva vannak. Olyan nézet is létezik, mely szerint azért titkosítják továbbra is ezeket az adatokat, mert alapos bizonyítékok vannak arra, hogy a kivégzendők listáinak elkészítői között a háború utáni Lengyelország kommunista vezetői és tisztségviselői is ott voltak. Ez az elmélet igaz lehet a Nyugat-Belorusszia és Nyugat-Ukrajna börtöneiből a tömeggyilkossággal egyidőben kivégzett lengyel rabokra, de nem vonatkozik a három hadifogolytáborból elszállított és legyilkolt lengyel katonatisztekre, akik bármiféle névsoron való szereplés nélkül estek hadifogságba.
2005. március 11-én az orosz Legfőbb Katonai Ügyészség hivatalosan is kijelentette, hogy „nincs semmiféle alapja annak, hogy a katyńi gyilkosságokat népirtásnak nyilvánítsák”; a nem hivatalos álláspont ebben az ügyben már fél évvel korábban ismert volt. Az indoklásban többek között azt hozták fel, hogy …a lengyel katonatisztek internálása, fogvatartásuk módja, a bánásmód velük szemben megfelelt az azokban az időkben kötelező normáknak, bár a megölésük bűncselekmény volt, de jellegében nem a lengyel nép kiirtását célozta. Ez a döntés azt jelenti, hogy Oroszországban a katyńi vérengzés ugyan bűncselekménynek minősül, de már régen elévült. A lengyel Instytut Pamięci Narodowej a lengyel nemzet ellen elkövetett hitlerista és sztálinista bűncselekményeket kivizsgáló, ügyészségi jogkörrel felruházott (a magyar Állambiztonsági Szolgálatok Történeti Levéltára megfelelője) intézet véleménye ebben az ügyben változatlan, és nagyon jelentősen eltér az orosz állásponttól.
Mivel az orosz Legfőbb Katonai Ügyészség fenti nyilatkozata csak azt emelte ki, ez a tömeggyilkosság mi nem volt, az orosz Memorial társaság megkereste az orosz Legfőbb Katonai Ügyészséget és jogi pontosítást követelt. Válaszként a Legfőbb Katonai Ügyészség az Oroszországi Föderáció Büntető Törvénykönyvének 193 cikkelye 17. pontjára hivatkozott: hatalommal való visszaélés a Vörös Hadsereg legfőbb vezetéséhez tartozó személyek részéről.
2006 márciusa végén az Instytut Pamięci Narodowej azt a tájékoztatást adta, hogy a szmolenszki NKVD levéltárának egy része az Amerikai Egyesült Államokban lehet. Állítólag a második világháború befejezése után, a németektől zsákmányolták őket. A németekhez viszont akkor kerültek, amikor a Harmadik Birodalom lerohanta a Szovjetuniót és Szmolenszket is elfoglalta.
2010 novemberében a Duma nyilatkozatott adott ki, melyben elítélte a mészárlást, és Sztálint nevezte meg felelőssének.

## A szmolenszki légikatasztrófa

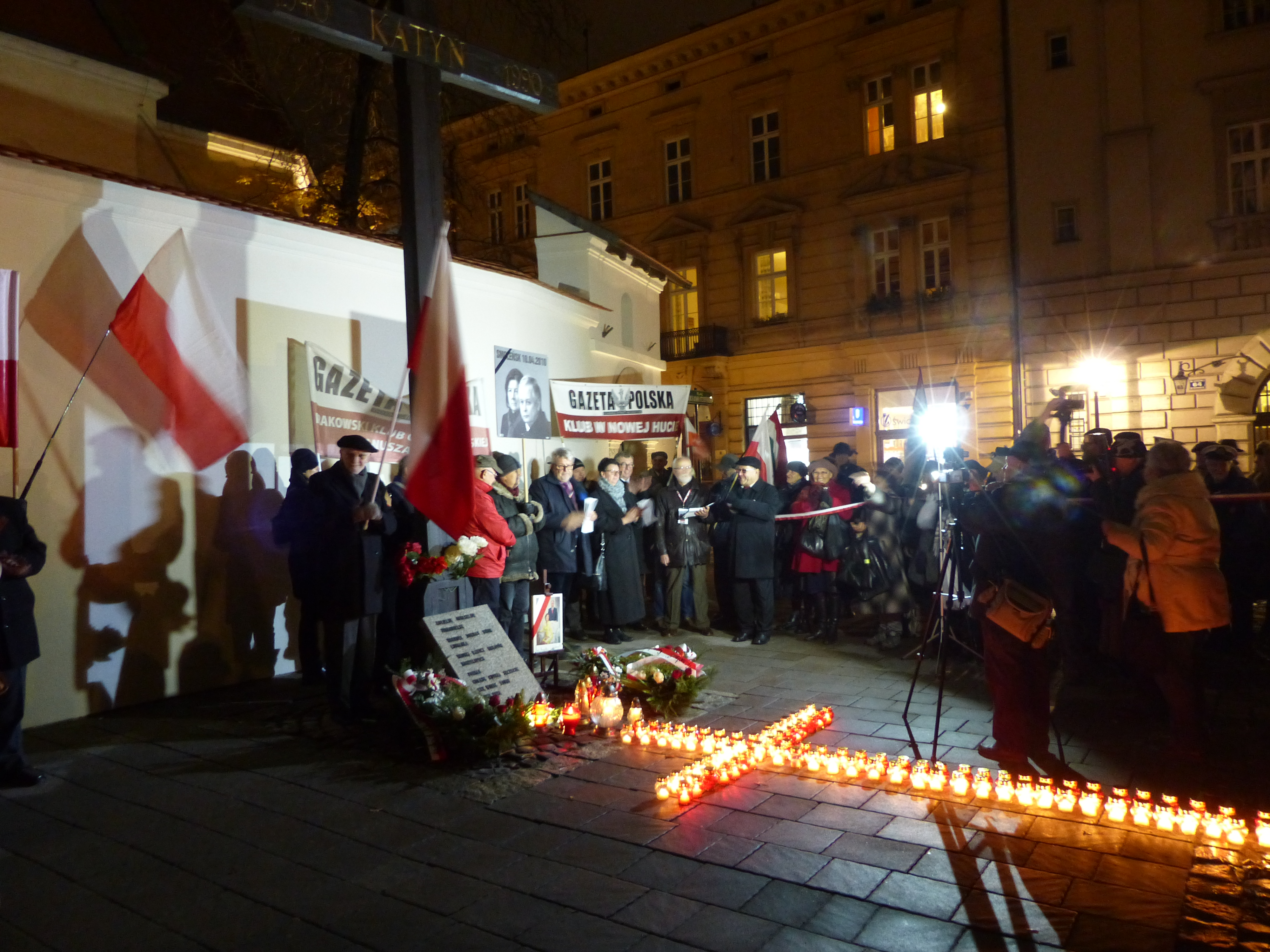
Katyni Kereszt

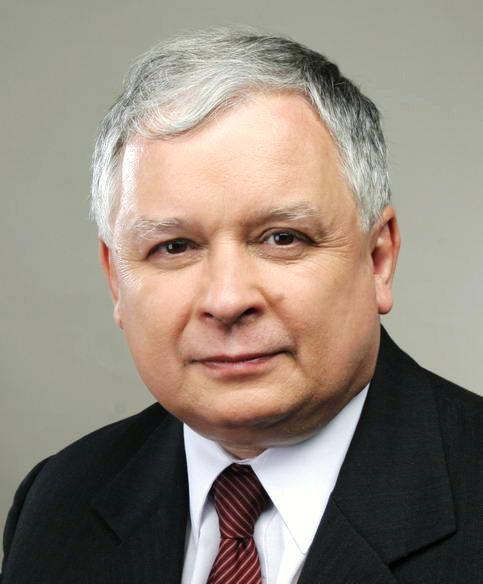
Lech Kaczyński (1949–2010)

A vérengzés 70. évfordulója alkalmából a lengyel politikai elit nagy része, köztük Lech Kaczyński államfő a helyszínre kívánt utazni 2010. április 10-én. A Lengyel Légierő kötelékébe tartozó Tu–154-es kormányzati gép a szmolenszki katonai repülőtértől mintegy 400 méterre, a sűrű köd és pilótahiba miatt lezuhant, a balesetet senki sem élte túl.

## A lengyel mártíromság
A lengyel történelmi emlékezet a katyńi mellett további két vérengzéssorozatot is nyilvántart. Ezek a katyńival együtt a lengyel értelmiség és társadalom mártíromságát fejezik ki.
1939 decembere és 1943 júliusa között a Palmiry lengyel falu melletti erdőkben 1700 főt végeztek ki. A palmiryi vérengzés áldozatai – köztük zsidók – a politikai, tudományos és kulturális élet képviselői voltak, de voltak közöttük nők, várandós asszonyok és gyermekek is. A másik vérengzéssorozat a Piaśnica (Wielka Piaśnica, Pomerániában) közeli erdőkben történt 1939 októbere és 1940 áprilisa között. 
Az „Intelligenzaktion” nevű műveletben 12-14 000 emberrel végeztek. Elsődlegesen a katolikus papok, tanárok, orvosok, katonatisztek, állami tisztviselők, egyenruhás közalkalmazottak, kereskedők, iparosok, földbirtokosok, ügyvédek, írók, újságírók stb. ellen irányult. De nőket és gyermekeket is megöltek, sőt zsidókat, cseheket és pszichiátriai betegséggel küzdő németeket is. A két vérengzést a német megszállók, az SS alakulatai és félkatonai szervezetek hajtották végre.

## Film
- Andrzej Wajda lengyel rendező Katyń című filmjét 2007-ben mutatták be Lengyelországban, majd a legjobb idegen nyelvű film kategóriában Oscar-díjra jelölték. A film zenéjét Krzysztof Penderecki szerezte.

## Zene
- Az eseményeket a Horytnica zenekar Katyńskie Łzy (Katyńi könnyek) című számában énekelte meg, melyet magyar nyelvre is lefordítottak. [15]

## Bibliográfia
Az interneten – lengyel nyelvű oldalak
- Indeks represjonowanych Ośrodka Karta
- Polska witryna o zbrodni katyńskiej – Stowarzyszenie "Rawelin"  Archiválva 2007. május 5-i dátummal a Wayback Machine-ben
- Publikacja naukowa UMK Zbrodnia katyńska w propagandzie PRL. 1944–1989. 45 lat fałszowania historii
- Australijska strona o Katyniu w języku polskim i angielskim
- Strona poświęcona materiałom Edmunda Kitowskiego – ciekawe i nieznane materiały o Katyniu w języku polskim

Az interneten – orosz nyelvű oldalak
- Rosyjska witryna o zbrodni potwierdzająca odpowiedzialność ZSRR
- Rosyjska witryna kwestionująca odpowiedzialność ZSRR za zbrodnię
- Kompleks cmentarny w Katyniu
- Kompleks cmentarny w Miednoje

Az interneten – francia nyelvű oldalak
- Le massacre de Katyn et le communisme sous une plume russe à Paris
- Comment le massacre de Katyń fut traité lors du procès de Nuremberg
- Il y a 65 ans, le massacre de Katyn (article de la section de Toulon de la Ligue des droits de l’Homme ; 25 avril 2005)
- Katyń : les circonstances ; Nuremberg

Az interneten – spanyol nyelvű oldalak
- Orden de la matanza de Katyn original
- Información y fotografías Archiválva 2008. december 4-i dátummal a Wayback Machine-ben

Az interneten – angol nyelvű oldalak
- Document sur Katyń, sur le site de la CIA Archiválva 2000. augusztus 16-i dátummal a Wayback Machine-ben
- Documents officiels sur Katyń, sur le site du gouvernement britannique
- Liens sur Katyń
- Russia and the Katyn Forest Massacre BBC International Reports (Former Soviet Union) March 11 2005
- Rare footage of NKVD mass graves in Poland and Ukraine (video)
- Official site of the Memorial of Katyn
- Original of Katyn order
- Katyn massacre victim list
- Polish deaths at Soviet hands – website about Katyn forest massacre
- Pictures taken during the 1943 exhumation
- British reactions to the Katyn Massacre, 1943–2003 by Minister for Europe, Denis MacShane
- The Katyn Massacre: A Special Operations Executive perspective
- Katyn in Nuremberg
- Historians Have Yet to Face Up to the Implications of the Katyn Massacre by Adam Scrupski
- Katyn Forest Massacre: Articles and links
- The Lies of Katyn[halott link]
- Stalin's Killing Field Archiválva 2007. május 9-i dátummal a Wayback Machine-ben by Benjamin B. Fischer
- Ferdynand Goetel w Katyniu Archiválva 2007. október 11-i dátummal a Wayback Machine-ben – story of one of the Polish members of the 1943 International Commission
- J. K. Zawodny, In the Forest – The Story of the Katyn Forest Massacre, University of Notre Dame Press, 1962 Archiválva 2011. június 5-i dátummal a Wayback Machine-ben
- Wikisource: Sztálin parancsa a kivégzésre

#### Olasz cimmel hivatkozott, angol nyelvű anyagok az interneten
- Morti polacchi per mano sovietica – sito web sul massacro della foresta di Katyn
- Foto scattate durante le esumazioni del 1943
- Reazioni britanniche al massacro di Katyn, 1943-2003
- Il massacro di Kaytn: La prospettiva di un dirigente delle operazioni speciali
- Le parti del diario di Goebbels su Katyn
- Testo completo del controverso libro del 1967 di David Irving sulla morte di Sikorski. Contiene un'ampio capitolo sulle conseguenze politiche di Katyn

Monográfiák és könyvek
- Bocheński J., … tylko nie mogą wrócić…: dowody w sprawie sowieckiego mordu w Katyniu, b.m., 1989
- Ciesielski S. i in., Represje sowieckie wobec Polaków i obywateli polskich, Ośrodek KARTA, Warszawa, 2002, wyd. II popr., ISBN 83-88288-31-8
- Czapski Józef , Na nieludzkiej ziemi, wyd. pierwsze krajowe Warszawa, 1990 ISBN 83-07-02092-1
- II [Drugie] półwiecze zbrodni: Katyń, Twer, Charków, pod red. M. Tarczyńskiego, Warszawa, 1995
- Garbryel P., Katyń w pół drogi, Poznań, 1989
- Gardocki Lech, Odpowiedzialność karna za zbrodnię katyńską. Wybrane zagadnienia prawne, Zeszyty Katyńskie nr 9, Warszawa, 1998
- Głowacki A., Sowieci wobec Polaków na ziemiach wschodnich II Rzeczypospolitej 1939–1941, Łódź 1997
- Goetel F., Na własne oczy, dostępne w Internecie, dostęp 2007-01-28, 23:57 Archiválva 2007. október 11-i dátummal a Wayback Machine-ben
- Gurjanow A., Sowieckie represje wobec Polaków i obywateli polskich w latach 1936–1956 w świetle danych sowieckich, (w:) Europa NIE prowincjonalna. Non-provincial Europe, pod red. K. Jasiewicza, Warszawa-Londyn, 1999, s. 973.
- Jaczyński St., Zagłada oficerów Wojska Polskiego na Wschodzie. Wrzesień 1939 – Maj 1940, Warszawa, 2000
- Jasiewicz K., Obywatele polscy aresztowani na terytorium tzw. Zachodniej Białorusi w latach 1939–1941 w świetle dokumentacji NKWD/NKGB, "Kwartalnik Historyczny" nr 1, 1994, s. 114.
- Jažborovskaja I. S., Katyń: zbrodnia chroniona tajemnicą państwową, Warszawa, 1998
- Jerzewski, Leopold: Katyń, 1940, 1990, Babits Kiadó, Szekszárd ISBN 963-7805-68-0
- Kalbarczyk S., Wykaz łagrów sowieckich, miejsc przymusowej pracy obywateli polskich w latach 1939–1943, cz. II, Warszawa, 1997
- Katyń. Dokumenty zbrodni, t. 1, Jeńcy niewypowiedzianej wojny VIII 1939 – III 1940, red. A. Gieysztor, R. G. Pichoja, Warszawa, 1995
- Katyń. Dokumenty zbrodni, t. 2, Zagłada, red. A. Gieysztor, W. Kozłow, Warszawa, 1998
- Katyń. Dokumenty zbrodni, t. 3, Losy ocalałych. Lipiec 1940 – marzec 1943, oprac. zbior, Warszawa, 2001
- Katyń, lista ofiar i zaginionych jeńców, Kozielsk, Ostaszków, Starobielsk, wstęp i oprac. A. L. Szcześniak, Warszawa, 1989
- Katyń – synteza: świadek historii, rewelacje pułkownika, drogi wyjścia, b.m., 1990
- Kot S., Rozmowy z Kremlem, Londyn, 1959
- Lista katyńska, jeńcy obozów: Kozielsk, Ostaszków, Starobielsk, opr. A. Moszyński, Warszawa, 1989
- Łojek J., Dzieje sprawy Katynia, Warszawa 1988; Białystok, 1989
- Józef Mackiewicz, "The Katyn Wood Murders", World Affairs Book Club, Member's Edition. London, 1951
- Mikulski T., Biogramy jeńców: Kozielsk, Starobielsk, Ostaszków, Ukraina, zaginieni, Wrocław, 1999, ISBN 83-229-1939-5
- de Montfort H., Masakra w Katyniu, Niezależny Komitet Historyczny Badania Zbrodni Katyńskiej i Polska Fundacja Katyńska. Warszawa 1999. Wydanie francuskie: Paris, 1966
- Paul A., Katyń. Stalinowska masakra i tryumf prawdy, Świat Książki, Warszawa 2006 (a katalógusokban formailag hibás ISBN-nel szerepel) ISBN 83-274-0240-7
- Roman W., Konspiracja polska na Litwie i Wileńszczyźnie, wrzesień 1939 – czerwiec 1941. Lista aresztowanych, Toruń 2001, s. 88, 93.
- Rozstrzelani w Katyniu: alfabetyczny spis 4410 jeńców polskich z Kozielska rozstrzelanych w kwietniu – maju 1940 r., według źródeł sowieckich, polskich i niemieckich, red. M. Skrzyńska-Pławińska, Warszawa, 1995
- Siedlecki J., Losy Polaków w ZSRR w latach 1939–1986, Londyn, 1987
- Siemaszko Z. S., W sowieckim osaczeniu 1939–1943, Londyn, 1991
- Skarżyński K., Raport Polskiego Czerwonego Krzyża, Oficyna Wydawnicza "Pokolenie", Warszawa, 1989
- Swianiewicz Stanisław, W cieniu Katynia, Warszawa, 1990 ISBN 83-07-02093-X
- Szcześniak A. L., Katyń: tło historyczne, fakty, dokumenty, Warszawa, 1989
- Tucholski J., Mord w Katyniu, Instytut Wydawniczy PAX, Warszawa, 1991
- Zakirow O., Uczta ludobójców, Rzeczpospolita, 11-03-2006 (całość ukazuje się w "Nowej Polszy")
- Zbrodnia Katyńska: droga do prawdy: historia, archeologia, kryminalistyka, polityka, prawo, pod red. M. Tarczyńskiego, Warszawa, 1992
- Zbrodnia Katyńska w świetle dokumentów, Londyn, 1982
- Zeznanie Tokariewa, Zeszyty Katyńskie nr 3 pod red. Marka Tarczyńskiego, Niezależny Komitet Historyczny Badania Zbrodni Katyńskiej, Polska Fundacja Katyńska, Centralna Biblioteka Wojskowa, Warszawa, 1994
- Ziemskow W. N., GUŁAG (istoriko-socyołogiczeskij aspekt) , "Socyologiczeskije issledowanija" nr 6, 1991, s. 15.
- Żaroń P., Ludność polska w Związku Radzieckim w czasie II wojny światowej, Warszawa, 1990
- Żaroń P., Obozy jeńców wojennych w ZSRR w latach 1939–1941, Warszawa – Londyn, 1994
- Żaroń P., Agresja Związku Radzieckiego na Polskę 17 września 1939 r. Los jeńców polskich, Toruń, 1999, ISBN 83-7174-213-4

- Абаринов В., Катынский лабиринт, 2007 ISBN 978-83-240-0792-9
- Мухин Ю., Катынский детектив, Москва, 1995 (a katalógusokban formailag hibás ISBN-nel szerepel) ISBN 5-7419-001-9